# NHK BSニュース
『NHK BSニュース』は、2004年11月1日よりNHK BS1、2023年12月1日から2024年3月30日までNHK BSで放送されていた報道番組である。衛星第1テレビジョン（旧BS1）の時代に番組を開始した。略称は「BSニュース」。
本項目では、2019年9月30日から2021年3月26日まで放送された『BSニュース 4K』（BSニュースよんケイ）、ならびにその後継で2023年3月31日まで放送された『BSニュース 4K+ふるさと』（BSニュースよんケイプラスふるさと）及び、BSニュースの後継となる『BSニュース World+Biz』（BSニュースワールドプラスビズ）、2023年4月8日から放送開始され、BSニュース 4K+ふるさとの後継となる『週刊4Kふるさとだより』（しゅうかんよんケイふるさとだより）についても記載する。

## 概要
BS1の「24時間ニュースチャンネル化構想」の第一歩として、これまで定時ニュースを放送していなかった深夜・未明の時間帯にも放送枠を拡げ、2004年11月に開始した。しかし構想は頓挫し、2017年以降改編期ごとに放送回数が急減し、2023年度限りで終了した。但し、「BSニュース 4K+ふるさと」の後継となっている「週刊4Kふるさとだより」は2024年度以降も放送を継続する。

## 歴史

### NHK BSニュース（2004年11月 - 2016年度）
- BS1の「24時間ニュースチャンネル化構想」の第一歩として、これまで定時ニュースを放送していなかった深夜・未明の時間帯にも放送枠を拡げ、完全帯番組で1年365日・1日24回、終日放送する。曜日の切り替えは午前5時に行われていた。
- 原則毎時00分（正時）から15分間（土休日は10分間）の放送となった。
- 2010年度からは10分繰り上げ、毎時50分から00分までの10分間番組に変更された。
- 2011年3月31日に旧BS1・BS2が終了し、ハイビジョン放送の新BS1・BSプレミアムに移行するにあたって、同日23:50 - 24:00に新体制移行前最後の番組として放送される予定だったが、3月11日に起きた東日本大震災の影響による特別編成体制の実施により、震災前の3月11日13:50放送分が事実上最後となった（発生直後はBS1と総合テレビの同時放送、それ以後も総合テレビの定時ニュースを臨時に同時放送したため）。

### NHK BSニュース（2017年度 - 2021年度）
- 2017年度から毎時50分からの放送が一部変更され、基本的に深夜0:50 - 4:50までの放送は休止（突発的な事件・事故・自然災害などがあったときは原則として総合テレビで放送）となり、1日の初回は5:50、最終回は23:50の1日最大19回の放送となる[3]。またこれに伴い、スポーツ中継の中断時を除き、番組放送中は常時時刻表示を行う（一部のニュース項目の放送時には消去）。
- 2020年度から土休日は初回放送が8:50に繰り下げられ、最終回の23:50開始分まで最大16回のみとなった[4]。
- 2021年度からは平日の初回放送が6:50に繰り下げ、最終版（平日の「BSニュース4K+ふるさと」を除く）が毎日22:50に繰り上がることになった[5]。また、スポーツ中継時も含め、平日・休日ともに17:50は放送しない。

### NHK BSニュース World+Biz （2022年度 - 2023年度）

#### 2022年度
- 4月4日からは番組名が『BSニュース World+Biz』（ロゴタイトルはNHK BS NEWS World+Biz）に改題となり、国際・経済分野を中心にその時間に入っている最新のニュースを放送する。また地上波でニュース番組を放送している時間帯は原則的に放送しない。このため2021年度の17:50の枠に続き、2021年度まで放送されていた11:50、16:50、18:50、21:50の枠が廃止、22時台は10分繰り上げの22:40開始（土・日・祝日は18:50と21:50の枠は放送する代わりに15:50と、土曜日のみ20:50の枠が廃止）となり、後述の「BSニュース4K+ふるさと」を除いた1日の放送回数は（スポーツ中継実施時間帯はその時々で変化する。また年末年始などはこの限りに非ず）、平日12回、土曜9回、日曜・祝祭日10回となった。
- 6月28日15時台放送分から一部の時間帯において、東京電力管内における節電要請に伴い、スタジオの一部照明を消灯した上で番組を進行している[6]。

#### 2023年度
- 12月1日に予定されるBS放送波の再々編に先駆けて、4月3日から平日は朝の第1回目が8:50 - 9:00からと従来より2時間繰り下がり、最終は19:50 - 20:00（原則）の1日10回。6時台・7時台と20時台・22時台・23時台（後述のBSニュース4K+ふるさと）を廃止し、新たに17:50 - 18:00と18:50 - 19:00（いずれも原則）の2枠を追加。土曜日は10:50 - 11:00（原則）を第1回として13:50 - 14:00（原則）までの4回のみとなり、日曜日の放送が廃止される（平日・土曜日が祝日と重複する場合の扱いは当初未定だったが、ゴールデンウィーク時は土曜同様の扱いになった）[7]。放送枠の減少に伴い、ニュースキャスターも4人に激減した。
- また、2023年度の番組改編と同時に番組内のテロップや文字フォントなどにユニバーサル・デザインが採用され、総合テレビの『NHKニュース』や一部を除くワイドニュース番組と統一された[8]。
- 12月1日に実施のBS再編に伴いBS1から改称されたNHK BSに移行、『プレミアムシネマ』などといったBSプレミアムで放送中の番組が同日から同じNHK BSに移行する改編を受けて、同日からの放送枠が平日は5枠、土曜日は2枠のみに減少した[注 1][9][10]。
- 2024年3月30日で放送終了となることが同年2月に発表された。最終放送は同日13時台に放送された短縮版[注 2]だった。最新の国際ニュースに関しては『ワールドニュース』や『国際報道2024』、総合テレビで放送している『キャッチ!世界のトップニュース』の放送時間を拡大することで対応するとしている。これにより、1992年4月開始の『BS55』から32年間にわたって放送してきたBSでのスポットニュース番組の歴史に幕を閉じた[2][12][13][14]。

### BSニュース4K・BSニュース4K+ふるさと（2019年9月 - 2022年度）

#### BSニュース4K
- 2019年9月30日放送分から[1]、平日の12:50と18:50放送分については放送開始を5分繰り上げて、それぞれ12:45と18:45から15分間ずつの『BSニュース 4K』としてNHK BS4Kとサイマル放送を実施する[1]。土休日（年末年始以外）は18:50の放送のみ[1][15]。2020年度からは夕方の放送が1時間繰り上げとなり、平日は17:45から、土休日は17:50からに変更となる[4]。ただし、スポーツ中継など、編成上の都合で両チャンネルにてのサイマル放送ができない場合[注 3]、BS1で放送不可の場合はBS4Kへの裏送り、BS4Kで放送不可となり、BS1のみの放送となる場合は通常のBSニュースを放送する。

#### BSニュース4K+ふるさと
- 2021年3月29日からは平日・休日共に12・17時台のBSニュース4K枠を廃枠にするのに伴い、代替として、平日23:45にニュースと各放送局からの列島リポートを織り交ぜた『BSニュース 4K+ふるさと』を新設することを同年2月10日に発表（4Kは深夜 - 早朝が休止枠となっているため、基本的に1日の最終番組となっている）[5][16]。同時に国際放送のNHKワールド・プレミアムでも時差放送を開始した[17]。
- 『BSニュース4K+ふるさと』の番組フォーマットを活用して、同番組において放送した列島リポートの中から厳選した話題を伝える『夏だより+ふるさと』を2021年8月20日4:40[注 4]と同月21日7:30[注 5]から総合テレビにて放送。前者は岡裕美と気象予報士の吉井明子、後者は徳田琴美と木下瑠音がそれぞれ出演した[18][19]。
- 2022年3月28日からは放送時間が5分繰り上げ、5分短縮となり、23:40 - 0:00（24:00）の放送となった[20][21]。同時に祝日に当たる日でも月曜日から金曜日の間に該当する場合は必ず放送されるようになった。
- なお、通常BS4Kは時刻表示しないが、当番組に限り時刻表示（地上波・BS1・BSプレミアムのそれとはフォントが異なる）を採用している。
- 2023年4月の改編で、前述の通りBSニュースWorld+Bizが平日は最終版を19時50分に繰り上げる[7]ことから、2023年3月を以てBSニュース4K枠は終了となる。当番組で放送していたふるさと企画は、BS4K（同年12月よりBSプレミアム4K）で新設される『週刊4Kふるさとだより』がその代替となり、気象情報担当の吉井は同番組へ異動する[22]。

### 週刊4Kふるさとだより（2023年度 - 2024年度）

#### 週刊4Kふるさとだより
- 『BSニュース4K+ふるさと』の後継として2023年4月8日[23]から土曜日（9:00 - 9:25）にBS4K（同年12月2日[24]よりBSプレミアム4K）で放送されている報道番組である[7]。前述の通り、2024年3月30日で『BSニュース World＋Biz』の放送が終了したことに伴い、同年4月からは、衛星波で唯一放送される国内ニュース番組となった[2][13][25]。2025年3月29日の放送をもって放送終了[26]

番組終了時の出演者
- 井田香菜子（キャスター：2023年4月8日 - 11月4日、2024年8月31日 - 2025年3月29日）
- 福永美春（サブキャスター：2023年4月8日 - 2025年3月29日）
- 吉井明子（気象予報士：2023年4月8日 - 2025年3月29日、「BSニュース4K+ふるさと」から続投）

過去の出演者
- 村上由利子（キャスター：2023年11月11日 - 2024年7月27日）
- 大浜扶美野（サブキャスター： 2023年4月22日 - 2024年3月23日）
- 西岡愛（サブキャスター：2023年4月15日 - 2024年9月21日）

## 放送時間
- 月 - 金曜日（※祝日の放送なし）
  - 8:50 - 9:00※ / 11:45 - 11:55 / 12:50 - 13:00 / 15:50 - 16:00※ / 16:50 - 17:00※
- 土曜日
  - 10:40 - 10:50 / 13:00 - 13:10

- スポーツ中継など、前後の番組の長さに応じて放送時間は適宜変更される。

- 放送時間が5分間以下の場合、オープニング映像は流れない。2010年度までは重大な事件・災害の時や重大な事件・災害の時は放送を休止し、総合テレビの放送番組をサイマル放送したこともあった。

### スポーツ中継時の対応
録画中継の場合は原則として定時放送となるが、生中継の場合は中継を優先させるため、下記の様な短縮版として放送する。当初の中継枠から延長して中継する場合、2011年10月からは原則として、サブ（臨時放送用）チャンネルであるBS102chに移して中継するので、短縮放送は無くなった。2017年頃よりスポーツ中継が増加し（特に土日）10分の放送回が減少している。
プロ野球、メジャーリーグ
- 毎時50分を過ぎて、最初の攻守交代もしくは投手交代が始まってから約2分間[注 7]。ただし、9イニング目の交代時で延長戦がないと判断された場合は、ニュースを挟まず試合終了まで中継し、終了後に放送。放送時間は状況に応じて勘案され、次の50分に近い時間帯（概ね30 - 40分台）に終わった場合には、中継終了後別のフィラー番組を挟んで、50分からの通常版を放送する。

Jリーグ、バスケットボールリーグ戦（Bリーグ、Wリーグ）、スーパーボウル
- ハーフタイム中に5分間。

V・プレミアリーグ
- 第2セット終了後に約2分間。連続した複数の試合を放送する場合、第1試合終了後に5分、ないしは通常版10分を放送する。

男子サッカー・天皇杯、女子サッカー・皇后杯
- ハーフタイム中に5分間。また、連続した複数試合を中継する場合、次試合の開始前に約2分間。

ATPテニスグランプリシリーズ
- 各セット終了後5分間（録画中継で10分のフルバージョンとして流す場合でも、試合の進行などの都合で前後することがある）

オリンピック、パラリンピック、FIFAワールドカップ、アジア競技大会
- 競技終了後直ちに次競技を中継する場合が多いので、開始時刻や放送時間を大幅に変更、もしくは放送休止。ただし、録画中継である場合、部分的に編集する箇所もあるため、通常と同じ毎時50分から放送する場合もある。時刻出しのスーパーについては、スポーツの生中継競技を中断して放送するときは時刻表示を出さない。

### 番組進行
1. オープニングCG映像※ → 挨拶
  - 4K/4K+ふるさとでは、この後伝える天気に関する概要をキャスターが挨拶後気象予報士が伝える。
2. ヘッドライン （短冊）※
  - メインニュース3項目を紹介。重要なニュース（自然災害、緊急情勢など）が発生した場合にもヘッドラインを省略してそのまま最初のニュースを伝える場合もある。
3. メインニュース
  - ニュース解説や現場との生中継は一切入らないストレートニュースを5項目。World+Bizでは、この時間に初めて伝える項目には項目の隣に［NEW］と表示される。
  - VTR中は概要を右上にテロップで表示する（2017年4月2日までは朝の時報スーパーが表示されていなかった時間帯は左上だった）。
  - 短冊及びメインニュースの項目の枠の色はBSニュース及び4Kが青、4K+ふるさと（2022年3月まで）及びWorld+Biz（2023年3月まで）が赤、4K+ふるさと（2022年4月以降）、2023年4月以降のWorld+Bizの短冊がオレンジ（World+Biz及び4K+ふるさとはタイトルロゴも同色）。2023年4月のユニバーサルデザイン化で、メインニュース項目はNHKニュースと統一された[8]。
  - 概要テロップは総合テレビでは表示される「[訃報]」や「[独自]」や「[速報]」などの文字はない。
  - 概要テロップは総合テレビでは内容により黒色・赤色・青色の文字が使われるが、BSニュースでは黒色の文字で統一されている。
  - ニュース映像は総合テレビで一度放送した映像を2次使用することがある（内容によってはテロップ・音声も総合テレビで放送された映像で（画面右上の項目テロップはBSニュースのものに差し替え）、画面のニュース7などの番組ロゴはBSニュースのロゴに差し替える）。
    - また、ニュースウオッチ9などで放送された特集を短く編集したものを放送することもある（これはラジオ深夜便の正時のニュースでも同様）
4. その他のニュース※
  - 概要を上記と同様の形式でテロップ表示（2015年3月28日午前5:50開始相当分までは一律右下に表示）。
5. 株式・為替市況※
  - 平日のみ。東京が休止している時間帯では、ニューヨークのダウ平均株価とNASDAQ指数を紹介する。総合テレビと異なり、株価・為替の読み上げは行われない。
6. 気象情報（※）
  - 全国の天気[注 8]・週間予報[注 9]（残り時間が足りない場合、一部省略有り）
  - BSニュース4K/4K+ふるさとでは、加えて気象衛星 の画像、予想天気図なども伝える（平日のみ）。 
    - 6時台・7時台・16時台は、日本地図の前に各時50分の気温・降水量・風速・風向とともに、東京都心各地点に設置されたお天気カメラからの映像が流れる。
7. 挨拶 → エンディング映像
  - 情報カメラからの映像を背景に、メインニュースの短冊3項目で締める。
  - 臨時ニュースなどでオープニングの項目が休止・変更になった場合は、エンディングの短冊も変更される。
  - BSニュース4K/4K+ふるさとでは、挨拶後そのままスタジオが映された状態で終了する（短冊表示無し）。
8. 終了クレジット
  - （2023年4月以降）NHK NEWS／制作・著作NHK
  - （2023年3月まで）BSニュース（4K+ふるさと、BS NEWS World+Biz）／制作・著作NHK

かつては「終」表記があったが、2023年3月現在は「終」表記は無し。

- ※印： 5分以下の編成時は省略される（気象情報は放送する場合がある）。

- 平日のBSニュース4Kではキャスターが男女2人体制になり、挨拶後各地のニュース及び話題数件を紹介した後経済情報、気象情報の流れとなる。気象情報は気象予報士が担当。
- 2021年4月からのBSニュース4K+ふるさとでは、BSニュース4K同様男女2人体制で挨拶→メインニュース数本→ふるさと企画（地方の話題）→経済情報→気象情報（日付変わってすぐ）→季節の映像（日によっては省略）→エンディングとなる。気象情報は前番組の4K平日版同様気象予報士が担当。2022年4月からは順序が一部変更になり、挨拶→メインニュースの中から数本→ふるさと企画→季節の映像（日によっては省略）→気象情報→経済情報→エンディングとなる。

### 同時放送・時差放送
NHKワールド
- 海外向けのNHKワールド・プレミアムでも、総合テレビのメインニュース[注 10]を同時放送している時間帯を除き、1日5回程度、主に日本時間の深夜時間帯（全曜日）と昼間の時間帯（土・日が中心）で同時放送あるいは時差放送される。また、平日の午前・昼間時間帯でも国会中継や高校野球中継（準決勝・決勝は除く）その他特別番組の編成で総合テレビの『NHKニュース』が放送されない時にも本番組が同時放送あるいは時差放送されることがある。
- 放送時間が5分未満（3分間など）の場合、海外向けの放送では同時・時差にかかわらず放送されない。
- NHKワールドTVでは2009年2月1日まで平日が1日16回程度、土日は1日11回程度放送されていたが、完全英語放送による大幅な番組改編により打ち切りとなった（最後の放送は2月2日の7:00（6:00の時差放送分）からだった）。
- NHKワールド・プレミアムでは主にニュース・情報番組ではノンスクランブル放送を行うが、『BSニュース』はどの時間帯も通常はノンスクランブル放送の対象にはなっていない。ただし、重大なニュースがあった場合やノンスクランブル放送対象である総合テレビの定時ニュースが番組編成の都合で放送できない場合の代替番組として特別にノンスクランブル放送を行う場合がある[注 11]。
- 番組表は、日本語では『BSニュース』と表記されるが、英語では『NHK News』と表記される（BS=放送衛星の略語が日本国内でしか通用していないための配慮と見られる）。ちなみに総合テレビ『ニュース』は単に『News』と英語表記される（日本語では『ニュース』と表記）。
- 日本国内向け放送の番組編成に合わせて放送されているため、各種スポーツ中継が延長した時など定時に放送できない場合は、NHKワールド単独で時差放送（前時間の再放送や国内向け放送の異時放送）を行ったり、同時放送もしくは時差放送の総合テレビ『NHKニュース』など別番組に差し替えることもある。また、地上アナログ放送の文字多重放送番組である『文字ニュース』に差し替えていたこともあった。

衛星ハイビジョン
- 2006年のトリノオリンピックと2006 FIFAワールドカップ期間中は、衛星ハイビジョン（BS hi）と同時放送を行っている場合はBShiでも『BSニュース』が放送された。しかし、当時はBSニュースセンター（BS-NC）のスタジオ設備と制作番組自体が画角4:3の標準画質（525i）となっていたため、ニュース素材も含めてすべてが標準画質のアップコンバートでの放送になっていた。BShiでの放送事例はこれら2つのケースしか実施されておらず、同じくBS1とBShiの同時放送があるメジャーリーグ中継についてはBS1のみで放送される。

### 『BSニュース 50』との関係
- 2004年にBS1の全面改編の発表した際に「『BSニュース』を新設」という表現[27] を使っており、『BSニュース 50』とは無関係の新番組として扱われた。新「BSニュース」は2004年11月1日午前5時放送回から開始された。開始当初から2010年3月28日までは、スポーツ生中継時など一部の例外除いて原則として毎時00分からの放送であるが、時間帯により10分枠と15分枠とに分かれていた。

## 出演者

### 番組終了時のキャスター
- 福永美春 - 2020年4月2日より2024年3月28日まで
- 山崎薫子 - 2021年4月1日より2024年3月26日まで
- 西岡愛 - 2022年4月4日より2024年3月30日まで
- 大浜扶美野 - 2022年4月5日より2024年3月29日まで

### 歴代のキャスター
| 年度                 | 男性アナウンサー                                                      | 女性キャスター |
| -------------------- | --------------------------------------------------------------------- | --- |
| 2004年               | - 大木浩司 - 後藤理 - 宮田修 - 本澤一郎 - 昼間敬仁                    | - 池崎美盤 - 栗本法子 - 伊藤奈美 - 伊藤和美 - 平尾由希 - 江崎友基子 - 中村麦香（2005年1月 - ）                                                                        |
| 2005年               | - 本澤一郎 - 昼間敬仁 - 村竹勝司                                      | - 池崎美盤 - 栗本法子 - 伊藤奈美 - 安藤和美 （旧姓：伊藤） - 平尾由希 - 中村麦香（ - 8月5日） - 小川まどか（5月16日 - ） - 浜野由起子（11月 - ）                      |
| 2006年               | - 本澤一郎 - 昼間敬仁 - 村竹勝司                                      | - 栗本法子 - 伊藤奈美 - 平尾由希 - 小川まどか - 斎藤綾乃 |
| 2007年               | - 岡野暁 - 吉田一之 - 原口雅臣                                        | - 栗本法子 - 平尾由希 - 斎藤綾乃 - 島ひとみ - 藤田真奈美 |
| 2008年               | - 岡野暁 - 吉田一之（ - 6月13日） - 原口雅臣 - 広瀬靖浩（6月16日 - ） | - 平尾由希 - 斎藤綾乃 - 島ひとみ - 藤田真奈美 - 結野亜希 |
| 2009年               | - 岡野暁 - 羽隅将一 - 中尾晃一郎                                      | - 平尾由希 - 斎藤綾乃 - 島ひとみ - 藤田真奈美 - 結野亜希 |
| 2010年               | - 岡野暁 - 羽隅将一 - 原田裕和                                        | - 平尾由希 - 斎藤綾乃 - 島ひとみ - 藤田真奈美 - 結野亜希 |
| 2011年               | - 出山知樹 - 原田裕和 - 大野済也                                      | - 島ひとみ - 藤田真奈美 - 結野亜希 - 堤真由美 - 栗本祐子 |
| 2012年               | - 真下貴 - 金子哲也 - 片山智彦                                        | - 結野亜希 - 堤真由美 - 栗本祐子 - 倉見慶子 - 上代真希 |
| 2013年               | - 長野亮                                                              | - 堤真由美 - 倉見慶子 - 上代真希 - 工藤紋子 - 堀友理子 - 實石あづさ - 井上真帆（2014年1月 - ）                                                                        |
| 2014年               | - 長野亮 - 宮島大輔（6月 - ）                                         | - 堤真由美 - 上代真希 - 工藤紋子 - 實石あづさ - 井上真帆 - 杉本麻紀 - 滝本沙奈                                                                                        |
| 2015年               | - 伊藤博英                                                            | - 堤真由美 - 上代真希 - 工藤紋子 - 實石あづさ - 井上真帆 - 杉本麻紀 - 滝本沙奈                                                                                        |
| 2016年               | - 伊藤博英                                                            | - 上代真希 - 工藤紋子 - 實石あづさ（ - 8月23日） - 井上真帆（ - 2017年1月） - 杉本麻紀 - 山住悠 - 高嶋未希 - 白石理央（8月24日 - ） - 竹村優香（2017年2月 - ）        |
| 2017年               | - 伊林毅暁                                                            | - 上代真希 - 杉本麻紀 - 山住悠 - 高嶋未希 - 竹村優香 - 長谷川静香 - 實石あづさ（4月22日 - 、不定期） - 白石理央（7月3日 - 、不定期） - 井上真帆（7月29日 - 、不定期） |
| 2018年               | 不在                                                                  | - 實石あづさ - 井上真帆 - 高嶋未希 - 竹村優香 - 長谷川静香 - 佐久川智 - 木下瑠音 - 笠井美穂 - 河野千秋 - 秋山千鶴（7月14日 - 10月25日、2019年1月23日）                |
| 2019年               | - 滑川和男（4K） - 糸井羊司（4K）                                     | - 實石あづさ - 井上真帆 - 長谷川静香 - 笠井美穂 - 佐久川智 - 木下瑠音 - 細谷翠 - 徳田琴美 - 秋山千鶴 - 阪田陽子 - 吉井明子（4K）                                      |
| 2020年               | - 後藤康之（4K） - 丹沢研二（4K） - 浅野達朗（4K） - 比田美仁（4K）   | - 長谷川静香 - 笠井美穂 - 佐久川智 - 木下瑠音 - 細谷翠 - 徳田琴美 - 秋山千鶴 - 阪田陽子 - 岡裕美 - 福永美春 - 吉井明子（4K）                                          |
| 2021年               | - 岡野暁（4K） - 谷地健吾（4K）                                       | - 笠井美穂 - 木下瑠音 - 阪田陽子 - 秋山千鶴 - 細谷翠 - 徳田琴美 - 岡裕美 - 福永美春 - 山崎薫子 - 松﨑洋子 - 吉井明子（4K）                                            |
| 2022年               | - 岡野暁（4K） - 谷地健吾（4K） - 関口泰雅（4K）                      | - 阪田陽子 - 秋山千鶴 - 細谷翠 - 徳田琴美 - 岡裕美 - 福永美春 - 山崎薫子 - 西岡愛 - 大浜扶美野 - 吉井明子（4K）                                                       |
| 2023年               | 不在                                                                  | - 福永美春 - 山崎薫子 - 西岡愛 - 大浜扶美野 |
| 1. 2. 3. 4. 5. 6. 7. |                                                                       | |

### キャスターのローテーション

#### 2023年度（12月1日から）
|       | 月 - 金  | 土       | 祝（月 - 金） |
| ----- | -------- | -------- | ------------- |
| 8:50  | 女性A    | 放送無し | 放送無し      |
| 9:50  | 放送無し | 放送無し | 放送無し      |
| 10:40 | 放送無し | 女性A    | 放送無し      |
| 11:45 | 女性A    | 放送無し | 女性A         |
| 12:50 | 女性B    | 放送無し | 女性A         |
| 13:00 | 放送無し | 女性A    | 放送無し      |
| 14:50 | 放送無し | 放送無し | 放送無し      |
| 15:50 | 女性B    | 放送無し | 放送無し      |
| 16:50 | 女性B    | 放送無し | 放送無し      |

#### 2023年度（11月末まで）
|       | 月 - 金  | 土・祝   |
| ----- | -------- | -------- |
| 8:50  | 女性A    | 放送無し |
| 9:50  | 女性A    | 放送無し |
| 10:50 | 女性A    | 女性A    |
| 11:50 | 放送無し | 女性A    |
| 12:50 | 女性A    | 女性A    |
| 13:50 | 女性A    | 女性A    |
| 14:50 | 女性B    | 放送無し |
| 15:50 | 女性B    | 放送無し |
| 16:50 | 放送無し | 放送無し |
| 17:50 | 女性B    | 放送無し |
| 18:50 | 女性B    | 放送無し |
| 19:50 | 女性B    | 放送無し |

#### 過年度
|                 | 月 - 木      | 金       | 土       | 日祝     |
| --------------- | ------------ | -------- | -------- | -------- |
| 6:50            | 女性A        | 女性A    | 放送無し | 放送無し |
| 7:50            | 女性A        | 女性A    | 放送無し | 放送無し |
| 8:50            | 女性A        | 女性A    | 放送無し | 放送無し |
| 9:50            | 女性A        | 女性A    | 放送無し | 放送無し |
| 10:50           | 女性A        | 女性A    | 女性A    | 女性A    |
| 11:50           | 放送無し     | 放送無し | 女性A    | 女性A    |
| 12:50           | 女性B        | 女性B    | 女性A    | 女性A    |
| 13:50           | 女性B        | 女性B    | 女性A    | 女性A    |
| 14:50           | 女性B        | 女性B    | 女性A    | 女性A    |
| 15:50           | 女性B        | 女性B    | 放送無し | 放送無し |
| 16:50           | 放送無し     | 放送無し | 放送無し | 放送無し |
| 17:50           | 放送無し     | 放送無し | 放送無し | 放送無し |
| 18:50           | 放送無し     | 放送無し | 女性B    | 女性B    |
| 19:50           | 女性C        | 女性C    | 女性B    | 女性B    |
| 20:50           | 女性C        | 女性C    | 放送無し | 女性B    |
| 21:50           | 放送無し     | 放送無し | 女性B    | 女性B    |
| 22:40 （22:50） | 女性C        | 女性C    | 女性B    | 女性B    |
| 23:40           | 男性と 女性D | 女性D＆E | 放送無し | ※        |

- カッコは日祝。
- ※印：日曜日は放送無し。祝日は月曜日から金曜日の間に該当する場合は放送あり。

|       | 平日         | 土日祝   |
| ----- | ------------ | -------- |
| 6:50  | 女性A        | 放送無し |
| 7:50  | 女性A        | 放送無し |
| 8:50  | 女性A        | 女性A    |
| 9:50  | 女性A        | 女性A    |
| 10:50 | 女性B        | 女性A    |
| 11:50 | 女性B        | 女性A    |
| 12:50 | 女性B        | 女性A    |
| 13:50 | 女性B        | 女性B    |
| 14:50 | 女性C        | 女性B    |
| 15:50 | 女性C        | 女性B    |
| 16:50 | 女性C        | 女性B    |
| 17:50 | 放送無し     | 放送無し |
| 18:50 | 女性C        | 女性C    |
| 19:50 | 女性D        | 女性C    |
| 20:50 | 女性D        | 女性C    |
| 21:50 | 女性D        | 女性C    |
| 22:50 | 女性D        | 女性C    |
| 23:45 | 男性と 女性E | 放送無し |

|                 | 平日         | 土日祝   |
| --------------- | ------------ | -------- |
| 5:50            | 女性A        | 放送無し |
| 6:50            | 女性A        | 放送無し |
| 7:50            | 女性A        | 放送無し |
| 8:50            | 女性A        | 女性A    |
| 9:50            | 女性A        | 女性A    |
| 10:50           | 女性B        | 女性A    |
| 11:50           | 女性B        | 女性A    |
| 12:45 （12:50） | 男性と 女性E | 女性A    |
| 13:50           | 女性B        | 女性B    |
| 14:50           | 女性B        | 女性B    |
| 15:50           | 女性C        | 女性B    |
| 16:50           | 女性C        | 女性B    |
| 17:45 （17:50） | 男性と 女性E | 女性B    |
| 18:50           | 女性C        | 女性C    |
| 19:50           | 女性C        | 女性C    |
| 20:50           | 女性D        | 女性C    |
| 21:50           | 女性D        | 女性C    |
| 22:50           | 女性D        | 女性C    |
| 23:50           | 女性D        | 女性C    |

- カッコは土日祝。

|                 | 平日         | 土日祝 |
| --------------- | ------------ | ------ |
| 5:50            | 女性A        | 女性A  |
| 6:50            | 女性A        | 女性A  |
| 7:50            | 女性A        | 女性A  |
| 8:50            | 女性A        | 女性A  |
| 9:50            | 女性A        | 女性A  |
| 10:50           | 女性B        | 女性B  |
| 11:50           | 女性B        | 女性B  |
| 12:45 （12:50） | 男性と 女性E | 女性B  |
| 13:50           | 女性B        | 女性B  |
| 14:50           | 女性B        | 女性B  |
| 15:50           | 女性C        | 女性C  |
| 16:50           | 女性C        | 女性C  |
| 17:50           | 女性C        | 女性C  |
| 18:45 （18:50） | 男性と 女性E | 女性C  |
| 19:50           | 女性C        | 女性C  |
| 20:50           | 女性D        | 女性D  |
| 21:50           | 女性D        | 女性D  |
| 22:50           | 女性D        | 女性D  |
| 23:50           | 女性D        | 女性D  |

- カッコは土日祝。

|       | 担当     |
| ----- | -------- |
| 5:50  | （女性） |
| 6:50  | （女性） |
| 7:50  | （女性） |
| 8:50  | （女性） |
| 9:50  | （女性） |
| 10:50 | （女性） |
| 11:50 | （女性） |
| 12:50 | （女性） |
| 13:50 | （女性） |
| 14:50 | （女性） |
| 15:50 | （女性） |
| 16:50 | （女性） |
| 17:50 | （女性） |
| 18:50 | （女性） |
| 19:50 | （女性） |
| 20:50 | （女性） |
| 21:50 | （女性） |
| 22:50 | （女性） |
| 23:50 | （女性） |

|       | 担当     |
| ----- | -------- |
| 5:50  | ※        |
| 6:50  | ※        |
| 7:50  | ※        |
| 8:50  | ※        |
| 9:50  | ※        |
| 10:50 | （女性） |
| 11:50 | （女性） |
| 12:50 | （女性） |
| 13:50 | （女性） |
| 14:50 | （女性） |
| 15:50 | （女性） |
| 16:50 | （女性） |
| 17:50 | （女性） |
| 18:50 | （女性） |
| 19:50 | （女性） |
| 20:50 | （女性） |
| 21:50 | （女性） |
| 22:50 | （女性） |
| 23:50 | （女性） |

- ※平日は伊林毅暁、土日祝は女性キャスター。

|       | 平日     | 平日※    | 土日祝   |
| ----- | -------- | -------- | -------- |
| 1:50  | 徹宵番   | 徹宵番   | 末田正雄 |
| 2:50  | 徹宵番   | 徹宵番   | 末田正雄 |
| 3:50  | 徹宵番   | 徹宵番   | 末田正雄 |
| 4:50  | 徹宵番   | 徹宵番   | 末田正雄 |
| 5:50  | 伊藤博英 | 伊藤博英 | 末田正雄 |
| 6:50  | 伊藤博英 | 伊藤博英 | （女性） |
| 7:50  | 伊藤博英 | 伊藤博英 | （女性） |
| 8:50  | 伊藤博英 | 伊藤博英 | （女性） |
| 9:50  | 伊藤博英 | 伊藤博英 | （女性） |
| 10:50 | （女性） | （女性） | （女性） |
| 11:50 | （女性） | （女性） | （女性） |
| 12:50 | （女性） | （女性） | （女性） |
| 13:50 | （女性） | （女性） | （女性） |
| 14:50 | （女性） | （女性） | （女性） |
| 15:50 | （女性） | （女性） | （女性） |
| 16:50 | （女性） | （女性） | （女性） |
| 17:50 | （女性） | （女性） | （女性） |
| 18:50 | （女性） | （女性） | （女性） |
| 19:50 | （女性） | （女性） | （女性） |
| 20:50 | （女性） | （女性） | （女性） |
| 21:50 | （女性） | （女性） | （女性） |
| 22:50 | （女性） | （女性） | （女性） |
| 23:50 | （女性） | （女性） | （女性） |
| 24:50 | 徹宵番   | 徹宵番   | （女性） |

- 平日15時50分から16時50分の担当者は、同日の『BS列島ニュース』の進行を掛け持ちする。
- ※あらかじめ『BS列島ニュース』が休止の場合。

|       | 平日     | 土日祝   |
| ----- | -------- | -------- |
| 1:50  | 徹宵番   | 末田正雄 |
| 2:50  | 徹宵番   | 末田正雄 |
| 3:50  | 徹宵番   | 末田正雄 |
| 4:50  | 徹宵番   | 末田正雄 |
| 5:50  | 伊藤博英 | 末田正雄 |
| 6:50  | 伊藤博英 | （女性） |
| 7:50  | 伊藤博英 | （女性） |
| 8:50  | 伊藤博英 | （女性） |
| 9:50  | 伊藤博英 | （女性） |
| 10:50 | （女性） | （女性） |
| 11:50 | （女性） | （女性） |
| 12:50 | （女性） | （女性） |
| 13:50 | （女性） | （女性） |
| 14:50 | （女性） | （女性） |
| 15:50 | （女性） | （女性） |
| 16:50 | （女性） | （女性） |
| 17:50 | （女性） | （女性） |
| 18:50 | （女性） | （女性） |
| 19:50 | （女性） | （女性） |
| 20:50 | （女性） | （女性） |
| 21:50 | （女性） | （女性） |
| 22:50 | （女性） | （女性） |
| 23:50 | （女性） | （女性） |
| 24:50 | 徹宵番   | （女性） |

- 平日15時50分から16時50分の担当者は、同日の『BS列島ニュース』の進行を掛け持ちする。
- ※土・日・祝日は、年末年始の平日（概ね12月28日から1月3日）も含む

|       | 平日            | 土日祝   |
| ----- | --------------- | -------- |
| 1:50  | 徹宵番          | 畠山智之 |
| 2:50  | 徹宵番          | 畠山智之 |
| 3:50  | 徹宵番          | 畠山智之 |
| 4:50  | 徹宵番          | 畠山智之 |
| 5:50  | 長野亮 宮島大輔 | 畠山智之 |
| 6:50  | 長野亮 宮島大輔 | （女性） |
| 7:50  | 長野亮 宮島大輔 | （女性） |
| 8:50  | 長野亮 宮島大輔 | （女性） |
| 9:50  | 長野亮 宮島大輔 | （女性） |
| 10:50 | （女性）        | （女性） |
| 11:50 | （女性）        | （女性） |
| 12:50 | （女性）        | （女性） |
| 13:50 | （女性）        | （女性） |
| 14:50 | （女性）        | （女性） |
| 15:50 | （女性）        | （女性） |
| 16:50 | （女性）        | （女性） |
| 17:50 | （女性）        | （女性） |
| 18:50 | （女性）        | （女性） |
| 19:50 | （女性）        | （女性） |
| 20:50 | （女性）        | （女性） |
| 21:50 | （女性）        | （女性） |
| 22:50 | （女性）        | （女性） |
| 23:50 | （女性）        | （女性） |
| 24:50 | 徹宵番          | （女性） |

- 平日15時50分から18時50分の担当者は、同日の『BS列島ニュース』の進行を掛け持ちする。
- 實石と滝本は、当番組の出演日以外で総合テレビ『情報まるごと』のサブキャスターなどを担当する。
- 鈴木桂一郎と野瀬正夫は『ワールドスポーツMLB』を担当しない週の一部の平日に徹宵番を担当する。ただし、野瀬に関しては担当しない週であってもMLB中継などスポーツ中継を担当する事があるため、毎週担当している訳では無い。
- ※番組編成によっては、4人態勢になる日もある。また年末年始（平年12月29日から1月3日）についても、原則として土・日・祝日のコンバートに準じるが、5:50の回も女性キャスターが担当することもある。

|       | 平日     | 土日祝   |
| ----- | -------- | -------- |
| 1:50  | 徹宵番   | 徹宵番   |
| 2:50  | 徹宵番   | 徹宵番   |
| 3:50  | 徹宵番   | 徹宵番   |
| 4:50  | 徹宵番   | 徹宵番   |
| 5:50  | 長野亮   | 徹宵番   |
| 6:50  | 長野亮   | （女性） |
| 7:50  | 長野亮   | （女性） |
| 8:50  | 長野亮   | （女性） |
| 9:50  | 長野亮   | （女性） |
| 10:50 | （女性） | （女性） |
| 11:50 | （女性） | （女性） |
| 12:50 | （女性） | （女性） |
| 13:50 | （女性） | （女性） |
| 14:50 | （女性） | （女性） |
| 15:50 | （女性） | （女性） |
| 16:50 | （女性） | （女性） |
| 17:50 | （女性） | （女性） |
| 18:50 | （女性） | （女性） |
| 19:50 | （女性） | （女性） |
| 20:50 | （女性） | （女性） |
| 21:50 | （女性） | （女性） |
| 22:50 | （女性） | （女性） |
| 23:50 | （女性） | （女性） |
| 24:50 | 徹宵番   | （女性） |

- 平日15時50分から18時50分の担当者は、同日の『BS列島ニュース』の進行を掛け持ちする。
- 堀と實石は、当番組の出演日以外で総合テレビ『情報まるごと』のサブキャスターなどを担当する。
- 鈴木桂一郎と野瀬正夫は『ワールドスポーツMLB』を担当しない週の平日に徹宵番となる。

|       | 平日     | 土日祝        |
| ----- | -------- | ------------- |
| 1:50  | 徹宵番   | 内多勝康 ほか |
| 2:50  | 徹宵番   | 内多勝康 ほか |
| 3:50  | 徹宵番   | 内多勝康 ほか |
| 4:50  | 徹宵番   | 内多勝康 ほか |
| 5:50  | 長野亮   | 内多勝康 ほか |
| 6:50  | 長野亮   | （女性）      |
| 7:50  | 長野亮   | （女性）      |
| 8:50  | 長野亮   | （女性）      |
| 9:50  | 長野亮   | （女性）      |
| 10:50 | （女性） | （女性）      |
| 11:50 | （女性） | （女性）      |
| 12:50 | （女性） | （女性）      |
| 13:50 | （女性） | （女性）      |
| 14:50 | （女性） | （女性）      |
| 15:50 | （女性） | （女性）      |
| 16:50 | （女性） | （女性）      |
| 17:50 | 真下貴   | （女性）      |
| 18:50 | 真下貴   | （女性）      |
| 19:50 | 真下貴   | （女性）      |
| 20:50 | 真下貴   | （女性）      |
| 21:50 | 真下貴   | （女性）      |
| 22:50 | 金子哲也 | （女性）      |
| 23:50 | 金子哲也 | （女性）      |
| 24:50 | 金子哲也 | （女性）      |

- 平日14時50分から16時50分の担当者は、同日の『BS列島ニュース』の進行を掛け持ちする。
- 結野と倉見は、当番組の出演日以外で総合テレビ『お元気ですか日本列島』内の「各地のニュース・話題（関東甲信越）」のキャスターなどを担当する。

|       | 平日     | 土日祝   |
| ----- | -------- | -------- |
| 1:50  | 徹宵番   | 徹宵番   |
| 2:50  | 徹宵番   | 徹宵番   |
| 3:50  | 徹宵番   | 徹宵番   |
| 4:50  | 徹宵番   | 徹宵番   |
| 5:50  | 大野済也 | 徹宵番   |
| 6:50  | 大野済也 | （女性） |
| 7:50  | 大野済也 | （女性） |
| 8:50  | 大野済也 | （女性） |
| 9:50  | 大野済也 | （女性） |
| 10:50 | （女性） | （女性） |
| 11:50 | （女性） | （女性） |
| 12:50 | （女性） | （女性） |
| 13:50 | （女性） | （女性） |
| 14:50 | （女性） | （女性） |
| 15:50 | （女性） | （女性） |
| 16:50 | （女性） | （女性） |
| 17:50 | 出山知樹 | （女性） |
| 18:50 | 出山知樹 | （女性） |
| 19:50 | 出山知樹 | （女性） |
| 20:50 | 出山知樹 | （女性） |
| 21:50 | 出山知樹 | （女性） |
| 22:50 | 原田裕和 | （女性） |
| 23:50 | 原田裕和 | （女性） |
| 24:50 | 原田裕和 | （女性） |

- 平日14時50分から16時50分の担当者は、同日の『BS列島ニュース』の進行を掛け持ちする。
- 島・藤田・結野は、当番組の出演日以外で総合テレビ『お元気ですか日本列島』内の「各地のニュース・話題（関東甲信越）」のキャスターなどを担当する。

|      | 1:50                            | 2:50                            | 3:50                            | 4:50                            | 5:50                            | 6:50        | 7:50        | 8:50        | 9:50        | 10:50      | 11:50      | 12:50      | 13:50      | 14:50      | 15:50      | 16:50      | 17:50       | 18:50       | 19:50       | 20:50       | 21:50       | 22:50       | 23:50       | 24:50       |
| ---- | ------------------------------- | ------------------------------- | ------------------------------- | ------------------------------- | ------------------------------- | ----------- | ----------- | ----------- | ----------- | ---------- | ---------- | ---------- | ---------- | ---------- | ---------- | ---------- | ----------- | ----------- | ----------- | ----------- | ----------- | ----------- | ----------- | ----------- |
| 月曜 | 徹宵番                          | 徹宵番                          | 徹宵番                          | 徹宵番                          | 羽隅将一                        | 羽隅将一    | 羽隅将一    | 羽隅将一    | 羽隅将一    | 結野亜希   | 結野亜希   | 結野亜希   | 結野亜希   | 島ひとみ   | 島ひとみ   | 島ひとみ   | 岡野暁      | 岡野暁      | 岡野暁      | 岡野暁      | 原田裕和    | 原田裕和    | 原田裕和    | 原田裕和    |
| 火曜 | 徹宵番                          | 徹宵番                          | 徹宵番                          | 徹宵番                          | 羽隅将一                        | 羽隅将一    | 羽隅将一    | 羽隅将一    | 羽隅将一    | 島ひとみ   | 島ひとみ   | 島ひとみ   | 島ひとみ   | 斎藤綾乃   | 斎藤綾乃   | 斎藤綾乃   | 岡野暁      | 岡野暁      | 岡野暁      | 岡野暁      | 原田裕和    | 原田裕和    | 原田裕和    | 原田裕和    |
| 水曜 | 徹宵番                          | 徹宵番                          | 徹宵番                          | 徹宵番                          | 羽隅将一                        | 羽隅将一    | 羽隅将一    | 羽隅将一    | 羽隅将一    | 島ひとみ   | 島ひとみ   | 島ひとみ   | 島ひとみ   | 結野亜希   | 結野亜希   | 結野亜希   | 岡野暁      | 岡野暁      | 岡野暁      | 岡野暁      | 原田裕和    | 原田裕和    | 原田裕和    | 原田裕和    |
| 木曜 | 徹宵番                          | 徹宵番                          | 徹宵番                          | 徹宵番                          | 羽隅将一                        | 羽隅将一    | 羽隅将一    | 羽隅将一    | 羽隅将一    | 藤田真奈美 | 藤田真奈美 | 藤田真奈美 | 藤田真奈美 | 島ひとみ   | 島ひとみ   | 島ひとみ   | 岡野暁      | 岡野暁      | 岡野暁      | 岡野暁      | 原田裕和    | 原田裕和    | 原田裕和    | 原田裕和    |
| 金曜 | 徹宵番                          | 徹宵番                          | 徹宵番                          | 徹宵番                          | 羽隅将一                        | 羽隅将一    | 羽隅将一    | 羽隅将一    | 羽隅将一    | 結野亜希   | 結野亜希   | 結野亜希   | 結野亜希   | 藤田真奈美 | 藤田真奈美 | 藤田真奈美 | 岡野暁      | 岡野暁      | 岡野暁      | 岡野暁      | 原田裕和    | 原田裕和    | 原田裕和    | 原田裕和    |
| 土曜 | 徹宵番                          | 徹宵番                          | 徹宵番                          | 徹宵番                          | 徹宵番                          | 結野亜希    | 結野亜希    | 結野亜希    | 結野亜希    | 結野亜希   | 結野亜希   | 島ひとみ   | 島ひとみ   | 島ひとみ   | 島ひとみ   | 島ひとみ   | 島ひとみ    | 島ひとみ    | 藤田真奈美  | 藤田真奈美  | 藤田真奈美  | 藤田真奈美  | 藤田真奈美  | 藤田真奈美  |
| 日曜 | 徹宵番                          | 徹宵番                          | 徹宵番                          | 徹宵番                          | 徹宵番                          | 結野亜希    | 結野亜希    | 結野亜希    | 結野亜希    | 結野亜希   | 結野亜希   | 斎藤綾乃   | 斎藤綾乃   | 斎藤綾乃   | 斎藤綾乃   | 斎藤綾乃   | 斎藤綾乃    | 斎藤綾乃    | 島ひとみ    | 島ひとみ    | 島ひとみ    | 島ひとみ    | 島ひとみ    | 島ひとみ    |
| 月曜 | 1週目に同じ                     | 1週目に同じ                     | 1週目に同じ                     | 1週目に同じ                     | 1週目に同じ                     | 1週目に同じ | 1週目に同じ | 1週目に同じ | 1週目に同じ | 藤田真奈美 | 藤田真奈美 | 藤田真奈美 | 藤田真奈美 | 斎藤綾乃   | 斎藤綾乃   | 斎藤綾乃   | 1週目に同じ | 1週目に同じ | 1週目に同じ | 1週目に同じ | 1週目に同じ | 1週目に同じ | 1週目に同じ | 1週目に同じ |
| 火曜 | 1週目に同じ                     | 1週目に同じ                     | 1週目に同じ                     | 1週目に同じ                     | 1週目に同じ                     | 1週目に同じ | 1週目に同じ | 1週目に同じ | 1週目に同じ | 藤田真奈美 | 藤田真奈美 | 藤田真奈美 | 藤田真奈美 | 島ひとみ   | 島ひとみ   | 島ひとみ   | 1週目に同じ | 1週目に同じ | 1週目に同じ | 1週目に同じ | 1週目に同じ | 1週目に同じ | 1週目に同じ | 1週目に同じ |
| 水曜 | 1週目に同じ                     | 1週目に同じ                     | 1週目に同じ                     | 1週目に同じ                     | 1週目に同じ                     | 1週目に同じ | 1週目に同じ | 1週目に同じ | 1週目に同じ | 平尾由希   | 平尾由希   | 平尾由希   | 平尾由希   | 島ひとみ   | 島ひとみ   | 島ひとみ   | 1週目に同じ | 1週目に同じ | 1週目に同じ | 1週目に同じ | 1週目に同じ | 1週目に同じ | 1週目に同じ | 1週目に同じ |
| 木曜 | 1週目に同じ                     | 1週目に同じ                     | 1週目に同じ                     | 1週目に同じ                     | 1週目に同じ                     | 1週目に同じ | 1週目に同じ | 1週目に同じ | 1週目に同じ | 平尾由希   | 平尾由希   | 平尾由希   | 平尾由希   | 藤田真奈美 | 藤田真奈美 | 藤田真奈美 | 1週目に同じ | 1週目に同じ | 1週目に同じ | 1週目に同じ | 1週目に同じ | 1週目に同じ | 1週目に同じ | 1週目に同じ |
| 金曜 | 1週目に同じ                     | 1週目に同じ                     | 1週目に同じ                     | 1週目に同じ                     | 1週目に同じ                     | 1週目に同じ | 1週目に同じ | 1週目に同じ | 1週目に同じ | 結野亜希   | 結野亜希   | 結野亜希   | 結野亜希   | 藤田真奈美 | 藤田真奈美 | 藤田真奈美 | 1週目に同じ | 1週目に同じ | 1週目に同じ | 1週目に同じ | 1週目に同じ | 1週目に同じ | 1週目に同じ | 1週目に同じ |
| 土曜 | 伊藤健三・高鍬亮 ほか（順不同） | 伊藤健三・高鍬亮 ほか（順不同） | 伊藤健三・高鍬亮 ほか（順不同） | 伊藤健三・高鍬亮 ほか（順不同） | 伊藤健三・高鍬亮 ほか（順不同） | 平尾由希    | 平尾由希    | 平尾由希    | 平尾由希    | 平尾由希   | 平尾由希   | 藤田真奈美 | 藤田真奈美 | 藤田真奈美 | 藤田真奈美 | 藤田真奈美 | 藤田真奈美  | 藤田真奈美  | 斎藤綾乃    | 斎藤綾乃    | 斎藤綾乃    | 斎藤綾乃    | 斎藤綾乃    | 斎藤綾乃    |
| 日曜 | 伊藤健三・高鍬亮 ほか（順不同） | 伊藤健三・高鍬亮 ほか（順不同） | 伊藤健三・高鍬亮 ほか（順不同） | 伊藤健三・高鍬亮 ほか（順不同） | 伊藤健三・高鍬亮 ほか（順不同） | 平尾由希    | 平尾由希    | 平尾由希    | 平尾由希    | 平尾由希   | 平尾由希   | 島ひとみ   | 島ひとみ   | 島ひとみ   | 島ひとみ   | 島ひとみ   | 島ひとみ    | 島ひとみ    | 藤田真奈美  | 藤田真奈美  | 藤田真奈美  | 藤田真奈美  | 藤田真奈美  | 藤田真奈美  |
| 月曜 | 1週目に同じ                     | 1週目に同じ                     | 1週目に同じ                     | 1週目に同じ                     | 1週目に同じ                     | 1週目に同じ | 1週目に同じ | 1週目に同じ | 1週目に同じ | 島ひとみ   | 島ひとみ   | 島ひとみ   | 島ひとみ   | 斎藤綾乃   | 斎藤綾乃   | 斎藤綾乃   | 1週目に同じ | 1週目に同じ | 1週目に同じ | 1週目に同じ | 1週目に同じ | 1週目に同じ | 1週目に同じ | 1週目に同じ |
| 火曜 | 1週目に同じ                     | 1週目に同じ                     | 1週目に同じ                     | 1週目に同じ                     | 1週目に同じ                     | 1週目に同じ | 1週目に同じ | 1週目に同じ | 1週目に同じ | 斎藤綾乃   | 斎藤綾乃   | 斎藤綾乃   | 斎藤綾乃   | 藤田真奈美 | 藤田真奈美 | 藤田真奈美 | 1週目に同じ | 1週目に同じ | 1週目に同じ | 1週目に同じ | 1週目に同じ | 1週目に同じ | 1週目に同じ | 1週目に同じ |
| 水曜 | 1週目に同じ                     | 1週目に同じ                     | 1週目に同じ                     | 1週目に同じ                     | 1週目に同じ                     | 1週目に同じ | 1週目に同じ | 1週目に同じ | 1週目に同じ | 藤田真奈美 | 藤田真奈美 | 藤田真奈美 | 藤田真奈美 | 平尾由希   | 平尾由希   | 平尾由希   | 1週目に同じ | 1週目に同じ | 1週目に同じ | 1週目に同じ | 1週目に同じ | 1週目に同じ | 1週目に同じ | 1週目に同じ |
| 木曜 | 1週目に同じ                     | 1週目に同じ                     | 1週目に同じ                     | 1週目に同じ                     | 1週目に同じ                     | 1週目に同じ | 1週目に同じ | 1週目に同じ | 1週目に同じ | 結野亜希   | 結野亜希   | 結野亜希   | 結野亜希   | 斎藤綾乃   | 斎藤綾乃   | 斎藤綾乃   | 1週目に同じ | 1週目に同じ | 1週目に同じ | 1週目に同じ | 1週目に同じ | 1週目に同じ | 1週目に同じ | 1週目に同じ |
| 金曜 | 1週目に同じ                     | 1週目に同じ                     | 1週目に同じ                     | 1週目に同じ                     | 1週目に同じ                     | 1週目に同じ | 1週目に同じ | 1週目に同じ | 1週目に同じ | 島ひとみ   | 島ひとみ   | 島ひとみ   | 島ひとみ   | 平尾由希   | 平尾由希   | 平尾由希   | 1週目に同じ | 1週目に同じ | 1週目に同じ | 1週目に同じ | 1週目に同じ | 1週目に同じ | 1週目に同じ | 1週目に同じ |
| 土曜 | 徹宵番                          | 徹宵番                          | 徹宵番                          | 徹宵番                          | 徹宵番                          | 島ひとみ    | 島ひとみ    | 島ひとみ    | 島ひとみ    | 島ひとみ   | 島ひとみ   | 結野亜希   | 結野亜希   | 結野亜希   | 結野亜希   | 結野亜希   | 結野亜希    | 結野亜希    | 平尾由希    | 平尾由希    | 平尾由希    | 平尾由希    | 平尾由希    | 平尾由希    |
| 日曜 | 徹宵番                          | 徹宵番                          | 徹宵番                          | 徹宵番                          | 徹宵番                          | 島ひとみ    | 島ひとみ    | 島ひとみ    | 島ひとみ    | 島ひとみ   | 島ひとみ   | 藤田真奈美 | 藤田真奈美 | 藤田真奈美 | 藤田真奈美 | 藤田真奈美 | 藤田真奈美  | 藤田真奈美  | 結野亜希    | 結野亜希    | 結野亜希    | 結野亜希    | 結野亜希    | 結野亜希    |
| 月曜 | 1週目に同じ                     | 1週目に同じ                     | 1週目に同じ                     | 1週目に同じ                     | 1週目に同じ                     | 1週目に同じ | 1週目に同じ | 1週目に同じ | 1週目に同じ | 藤田真奈美 | 藤田真奈美 | 藤田真奈美 | 藤田真奈美 | 斎藤綾乃   | 斎藤綾乃   | 斎藤綾乃   | 1週目に同じ | 1週目に同じ | 1週目に同じ | 1週目に同じ | 1週目に同じ | 1週目に同じ | 1週目に同じ | 1週目に同じ |
| 火曜 | 1週目に同じ                     | 1週目に同じ                     | 1週目に同じ                     | 1週目に同じ                     | 1週目に同じ                     | 1週目に同じ | 1週目に同じ | 1週目に同じ | 1週目に同じ | 斎藤綾乃   | 斎藤綾乃   | 斎藤綾乃   | 斎藤綾乃   | 結野亜希   | 結野亜希   | 結野亜希   | 1週目に同じ | 1週目に同じ | 1週目に同じ | 1週目に同じ | 1週目に同じ | 1週目に同じ | 1週目に同じ | 1週目に同じ |
| 水曜 | 1週目に同じ                     | 1週目に同じ                     | 1週目に同じ                     | 1週目に同じ                     | 1週目に同じ                     | 1週目に同じ | 1週目に同じ | 1週目に同じ | 1週目に同じ | 平尾由希   | 平尾由希   | 平尾由希   | 平尾由希   | 島ひとみ   | 島ひとみ   | 島ひとみ   | 1週目に同じ | 1週目に同じ | 1週目に同じ | 1週目に同じ | 1週目に同じ | 1週目に同じ | 1週目に同じ | 1週目に同じ |
| 木曜 | 1週目に同じ                     | 1週目に同じ                     | 1週目に同じ                     | 1週目に同じ                     | 1週目に同じ                     | 1週目に同じ | 1週目に同じ | 1週目に同じ | 1週目に同じ | 島ひとみ   | 島ひとみ   | 島ひとみ   | 島ひとみ   | 藤田真奈美 | 藤田真奈美 | 藤田真奈美 | 1週目に同じ | 1週目に同じ | 1週目に同じ | 1週目に同じ | 1週目に同じ | 1週目に同じ | 1週目に同じ | 1週目に同じ |
| 金曜 | 1週目に同じ                     | 1週目に同じ                     | 1週目に同じ                     | 1週目に同じ                     | 1週目に同じ                     | 1週目に同じ | 1週目に同じ | 1週目に同じ | 1週目に同じ | 藤田真奈美 | 藤田真奈美 | 藤田真奈美 | 藤田真奈美 | 島ひとみ   | 島ひとみ   | 島ひとみ   | 1週目に同じ | 1週目に同じ | 1週目に同じ | 1週目に同じ | 1週目に同じ | 1週目に同じ | 1週目に同じ | 1週目に同じ |
| 土曜 | 徹宵番                          | 徹宵番                          | 徹宵番                          | 徹宵番                          | 徹宵番                          | 藤田真奈美  | 藤田真奈美  | 藤田真奈美  | 藤田真奈美  | 藤田真奈美 | 藤田真奈美 | 平尾由希   | 平尾由希   | 平尾由希   | 平尾由希   | 平尾由希   | 平尾由希    | 平尾由希    | 島ひとみ    | 島ひとみ    | 島ひとみ    | 島ひとみ    | 島ひとみ    | 島ひとみ    |
| 日曜 | 徹宵番                          | 徹宵番                          | 徹宵番                          | 徹宵番                          | 徹宵番                          | 藤田真奈美  | 藤田真奈美  | 藤田真奈美  | 藤田真奈美  | 藤田真奈美 | 藤田真奈美 | 斎藤綾乃   | 斎藤綾乃   | 斎藤綾乃   | 斎藤綾乃   | 斎藤綾乃   | 斎藤綾乃    | 斎藤綾乃    | 平尾由希    | 平尾由希    | 平尾由希    | 平尾由希    | 平尾由希    | 平尾由希    |
| 祝日 | 徹宵番                          | 徹宵番                          | 徹宵番                          | 徹宵番                          | 徹宵番                          | （女性）    | （女性）    | （女性）    | （女性）    | （女性）   | （女性）   | （女性）   | （女性）   | （女性）   | （女性）   | （女性）   | （女性）    | （女性）    | （女性）    | （女性）    | （女性）    | （女性）    | （女性）    | （女性）    |

- 4週間サイクル。

| 各週が始まる月曜日の一覧 | 各週が始まる月曜日の一覧 | 各週が始まる月曜日の一覧 | 各週が始まる月曜日の一覧 |
| 1週                      | 2週                      | 3週                      | 4週                      |
| ------------------------ | ------------------------ | ------------------------ | ------------------------ |
| 2010/03/29               | 04/05                    | 04/12                    | 04/19                    |
| 04/26                    | 05/03                    | 05/10                    | 05/17                    |
| 05/24                    | 05/31                    | 06/07                    | 06/14                    |
| 06/21                    | 06/28                    | 07/05                    | 07/12                    |
| 07/19                    | 07/26                    | 08/02                    | 08/09                    |
| 08/16                    | 08/23                    | 08/30                    | 09/06                    |
| 09/13                    | 09/20                    | 09/27                    | 10/04                    |
| 10/11                    | 10/18                    | 10/25                    | 11/01                    |
| 11/08                    | 11/15                    | 11/22                    | 11/29                    |
| 12/06                    | 12/13                    | 12/20                    | 12/27                    |
| 2011/01/03               | 01/10                    | 01/17                    | 01/24                    |
| 01/31                    | 02/07                    | 02/14                    | 02/21                    |
| 02/28                    | 03/07                    | 03/14                    | 03/21                    |

- 平日14時50分から16時50分の担当者は、同日の『BS列島ニュース』の進行を掛け持ちする。
- 平尾・斎藤・結野は、当番組の出演日以外で総合テレビ『お元気ですか日本列島』内の「各地のニュース・話題（関東甲信越）」のキャスターなどを担当する。

|      | 2時~6時      | 7時                   | 8時                   | 9時                   | 10時                  | 11時                    | 12時                    | 13時                           | 14時                           | 15時                           | 16時                           | 17時                           | 18時                           | 19時                           | 20時                           | 21時                           | 22時                           | 23時                           | 24時                           | 25時                           |
| ---- | ------------ | --------------------- | --------------------- | --------------------- | --------------------- | ----------------------- | ----------------------- | ------------------------------ | ------------------------------ | ------------------------------ | ------------------------------ | ------------------------------ | ------------------------------ | ------------------------------ | ------------------------------ | ------------------------------ | ------------------------------ | ------------------------------ | ------------------------------ | ------------------------------ |
| 月曜 | 徹宵番       | 羽隅将一              | 羽隅将一              | 羽隅将一              | 羽隅将一              | 藤田真奈美              | 藤田真奈美              | 藤田真奈美                     | 藤田真奈美                     | 斎藤綾乃                       | 斎藤綾乃                       | 斎藤綾乃                       | 岡野暁                         | 岡野暁                         | 岡野暁                         | 岡野暁                         | 中尾晃一郎                     | 中尾晃一郎                     | 中尾晃一郎                     | 中尾晃一郎                     |
| 火曜 | 徹宵番       | 羽隅将一              | 羽隅将一              | 羽隅将一              | 羽隅将一              | 藤田真奈美              | 藤田真奈美              | 藤田真奈美                     | 藤田真奈美                     | 1 平尾 / 3 結野                | 1 平尾 / 3 結野                | 1 平尾 / 3 結野                | 岡野暁                         | 岡野暁                         | 岡野暁                         | 岡野暁                         | 中尾晃一郎                     | 中尾晃一郎                     | 中尾晃一郎                     | 中尾晃一郎                     |
| 水曜 | 徹宵番       | 羽隅将一              | 羽隅将一              | 羽隅将一              | 羽隅将一              | 島ひとみ                | 島ひとみ                | 島ひとみ                       | 島ひとみ                       | 藤田真奈美                     | 藤田真奈美                     | 藤田真奈美                     | 岡野暁                         | 岡野暁                         | 岡野暁                         | 岡野暁                         | 中尾晃一郎                     | 中尾晃一郎                     | 中尾晃一郎                     | 中尾晃一郎                     |
| 木曜 | 徹宵番       | 羽隅将一              | 羽隅将一              | 羽隅将一              | 羽隅将一              | 1 結野亜希 / 3 平尾由希 | 1 結野亜希 / 3 平尾由希 | 1 結野亜希 / 3 平尾由希        | 1 結野亜希 / 3 平尾由希        | 島ひとみ                       | 島ひとみ                       | 島ひとみ                       | 岡野暁                         | 岡野暁                         | 岡野暁                         | 岡野暁                         | 中尾晃一郎                     | 中尾晃一郎                     | 中尾晃一郎                     | 中尾晃一郎                     |
| 金曜 | 徹宵番       | 羽隅将一              | 羽隅将一              | 羽隅将一              | 羽隅将一              | 島ひとみ                | 島ひとみ                | 島ひとみ                       | 島ひとみ                       | 1 結野 / 3 平尾                | 1 結野 / 3 平尾                | 1 結野 / 3 平尾                | 岡野暁                         | 岡野暁                         | 岡野暁                         | 岡野暁                         | 中尾晃一郎                     | 中尾晃一郎                     | 中尾晃一郎                     | 中尾晃一郎                     |
| 土曜 | 藤沢武       | 島ひとみ              | 島ひとみ              | 島ひとみ              | 島ひとみ              | 島ひとみ                | 島ひとみ                | 1 結野亜希 / 3 藤田真奈美      | 1 結野亜希 / 3 藤田真奈美      | 1 結野亜希 / 3 藤田真奈美      | 1 結野亜希 / 3 藤田真奈美      | 1 結野亜希 / 3 藤田真奈美      | 1 結野亜希 / 3 藤田真奈美      | 1 結野亜希 / 3 藤田真奈美      | 平尾由希                       | 平尾由希                       | 平尾由希                       | 平尾由希                       | 平尾由希                       | 平尾由希                       |
| 日曜 | 藤沢武       | 島ひとみ              | 島ひとみ              | 島ひとみ              | 島ひとみ              | 島ひとみ                | 島ひとみ                | 1 藤田真奈美 / 3 結野亜希      | 1 藤田真奈美 / 3 結野亜希      | 1 藤田真奈美 / 3 結野亜希      | 1 藤田真奈美 / 3 結野亜希      | 1 藤田真奈美 / 3 結野亜希      | 1 藤田真奈美 / 3 結野亜希      | 1 藤田真奈美 / 3 結野亜希      | 平尾由希                       | 平尾由希                       | 平尾由希                       | 平尾由希                       | 平尾由希                       | 平尾由希                       |
| 月曜 | 1週目に同じ  | 1週目に同じ           | 1週目に同じ           | 1週目に同じ           | 1週目に同じ           | 斎藤綾乃                | 斎藤綾乃                | 斎藤綾乃                       | 斎藤綾乃                       | 藤田真奈美                     | 藤田真奈美                     | 藤田真奈美                     | 1週目に同じ                    | 1週目に同じ                    | 1週目に同じ                    | 1週目に同じ                    | 1週目に同じ                    | 1週目に同じ                    | 1週目に同じ                    | 1週目に同じ                    |
| 火曜 | 1週目に同じ  | 1週目に同じ           | 1週目に同じ           | 1週目に同じ           | 1週目に同じ           | 藤田真奈美              | 藤田真奈美              | 藤田真奈美                     | 藤田真奈美                     | 2 結野 / 4 平尾                | 2 結野 / 4 平尾                | 2 結野 / 4 平尾                | 1週目に同じ                    | 1週目に同じ                    | 1週目に同じ                    | 1週目に同じ                    | 1週目に同じ                    | 1週目に同じ                    | 1週目に同じ                    | 1週目に同じ                    |
| 水曜 | 1週目に同じ  | 1週目に同じ           | 1週目に同じ           | 1週目に同じ           | 1週目に同じ           | 藤田真奈美              | 藤田真奈美              | 藤田真奈美                     | 藤田真奈美                     | 島ひとみ                       | 島ひとみ                       | 島ひとみ                       | 1週目に同じ                    | 1週目に同じ                    | 1週目に同じ                    | 1週目に同じ                    | 1週目に同じ                    | 1週目に同じ                    | 1週目に同じ                    | 1週目に同じ                    |
| 木曜 | 1週目に同じ  | 1週目に同じ           | 1週目に同じ           | 1週目に同じ           | 1週目に同じ           | 島ひとみ                | 島ひとみ                | 島ひとみ                       | 島ひとみ                       | 2 平尾 / 4 結野                | 2 平尾 / 4 結野                | 2 平尾 / 4 結野                | 1週目に同じ                    | 1週目に同じ                    | 1週目に同じ                    | 1週目に同じ                    | 1週目に同じ                    | 1週目に同じ                    | 1週目に同じ                    | 1週目に同じ                    |
| 金曜 | 1週目に同じ  | 1週目に同じ           | 1週目に同じ           | 1週目に同じ           | 1週目に同じ           | 島ひとみ                | 島ひとみ                | 島ひとみ                       | 島ひとみ                       | 斎藤綾乃                       | 斎藤綾乃                       | 斎藤綾乃                       | 1週目に同じ                    | 1週目に同じ                    | 1週目に同じ                    | 1週目に同じ                    | 1週目に同じ                    | 1週目に同じ                    | 1週目に同じ                    | 1週目に同じ                    |
| 土曜 | 1週目に同じ  | 藤田真奈美            | 藤田真奈美            | 藤田真奈美            | 藤田真奈美            | 藤田真奈美              | 藤田真奈美              | 2 島ひとみ / 4 平尾由希        | 2 島ひとみ / 4 平尾由希        | 2 島ひとみ / 4 平尾由希        | 2 島ひとみ / 4 平尾由希        | 2 島ひとみ / 4 平尾由希        | 2 島ひとみ / 4 平尾由希        | 2 島ひとみ / 4 平尾由希        | 結野亜希                       | 結野亜希                       | 結野亜希                       | 結野亜希                       | 結野亜希                       | 結野亜希                       |
| 日曜 | 1週目に同じ  | 藤田真奈美            | 藤田真奈美            | 藤田真奈美            | 藤田真奈美            | 藤田真奈美              | 藤田真奈美              | 2 平尾由希 / 4 島ひとみ        | 2 平尾由希 / 4 島ひとみ        | 2 平尾由希 / 4 島ひとみ        | 2 平尾由希 / 4 島ひとみ        | 2 平尾由希 / 4 島ひとみ        | 2 平尾由希 / 4 島ひとみ        | 2 平尾由希 / 4 島ひとみ        | 結野亜希                       | 結野亜希                       | 結野亜希                       | 結野亜希                       | 結野亜希                       | 結野亜希                       |
| 祝日 | 祝日制度無し | 島ひとみ / 藤田真奈美 | 島ひとみ / 藤田真奈美 | 島ひとみ / 藤田真奈美 | 島ひとみ / 藤田真奈美 | 島ひとみ / 藤田真奈美   | 島ひとみ / 藤田真奈美   | 平尾 / 斎藤 / 島 / 藤田 / 結野 | 平尾 / 斎藤 / 島 / 藤田 / 結野 | 平尾 / 斎藤 / 島 / 藤田 / 結野 | 平尾 / 斎藤 / 島 / 藤田 / 結野 | 平尾 / 斎藤 / 島 / 藤田 / 結野 | 平尾 / 斎藤 / 島 / 藤田 / 結野 | 平尾 / 斎藤 / 島 / 藤田 / 結野 | 平尾由希 / 斎藤綾乃 / 結野亜希 | 平尾由希 / 斎藤綾乃 / 結野亜希 | 平尾由希 / 斎藤綾乃 / 結野亜希 | 平尾由希 / 斎藤綾乃 / 結野亜希 | 平尾由希 / 斎藤綾乃 / 結野亜希 | 平尾由希 / 斎藤綾乃 / 結野亜希 |

- 変則2週サイクル。

| 各週が始まる月曜日の一覧 | 各週が始まる月曜日の一覧 | 各週が始まる月曜日の一覧 | 各週が始まる月曜日の一覧 |
| 1週                      | 2週                      | 1'週                     | 2'週                     |
| ------------------------ | ------------------------ | ------------------------ | ------------------------ |
| 2009/03/30               | 2009/04/06               | 2009/04/13               | 2009/04/20               |
| 2009/04/27               | 2009/05/04               | 2009/05/11               | 2009/05/18               |
| 2009/05/25               | 2009/06/01               | 2009/06/08               | 2009/06/15               |
| 2009/06/22               | 2009/06/29               | 2009/07/06               | 2009/07/13               |
| 2009/07/20               | 2009/07/27               | 2009/08/03               | 2009/08/10               |
| 2009/08/17               | 2009/08/24               | 2009/08/31               | 2009/09/07               |
| 2009/09/14               | 2009/09/21               | 2009/09/28               | 2009/10/05               |
| 2009/10/12               | 2009/10/19               | 2009/10/26               | 2009/11/02               |
| 2009/11/09               | 2009/11/16               | 2009/11/23               | 2009/11/30               |
| 2009/12/07               | 2009/12/14               | 2009/12/21               | 2009/12/28               |
| 2010/01/04               | 2010/01/11               | 2010/01/18               | 2010/01/25               |
| 2010/02/01               | 2010/02/08               | 2010/02/15               | 2010/02/22               |
| 2010/03/01               | 2010/03/08               | 2010/03/15               | 2010/03/22               |

- 平日15時から17時の担当者は、同日の『BS列島ニュース』を掛け持ちする。
- 平尾・斎藤・結野は、当番組の出演日以外で総合テレビ『お元気ですか日本列島』内の「各地のニュース・話題（関東甲信越）」のキャスターなどを担当する。
- その日の担当キャスターになっていても、担当ではないキャスターが出演することもある

|      | 2時          | 3時          | 4時          | 5時          | 6時          | 7時                   | 8時                   | 9時                   | 10時                  | 11時                    | 12時                    | 13時                           | 14時                           | 15時                           | 16時                           | 17時                           | 18時                           | 19時                           | 20時                           | 21時                           | 22時                           | 23時                           | 24時                           | 25時                           |
| ---- | ------------ | ------------ | ------------ | ------------ | ------------ | --------------------- | --------------------- | --------------------- | --------------------- | ----------------------- | ----------------------- | ------------------------------ | ------------------------------ | ------------------------------ | ------------------------------ | ------------------------------ | ------------------------------ | ------------------------------ | ------------------------------ | ------------------------------ | ------------------------------ | ------------------------------ | ------------------------------ | ------------------------------ |
| 月曜 | 徹宵番       | 徹宵番       | 徹宵番       | 徹宵番       | 徹宵番       | 原口雅臣 ↑ 吉田一之   | 原口雅臣 ↑ 吉田一之   | 原口雅臣 ↑ 吉田一之   | 原口雅臣 ↑ 吉田一之   | 藤田真奈美              | 藤田真奈美              | 藤田真奈美                     | 藤田真奈美                     | 斎藤綾乃                       | 斎藤綾乃                       | 斎藤綾乃                       | 岡野暁                         | 岡野暁                         | 岡野暁                         | 岡野暁                         | 広瀬靖浩 ↑ 原口雅臣            | 広瀬靖浩 ↑ 原口雅臣            | 広瀬靖浩 ↑ 原口雅臣            | 広瀬靖浩 ↑ 原口雅臣            |
| 火曜 | 徹宵番       | 徹宵番       | 徹宵番       | 徹宵番       | 徹宵番       | 原口雅臣 ↑ 吉田一之   | 原口雅臣 ↑ 吉田一之   | 原口雅臣 ↑ 吉田一之   | 原口雅臣 ↑ 吉田一之   | 藤田真奈美              | 藤田真奈美              | 藤田真奈美                     | 藤田真奈美                     | 1 平尾 / 3 結野                | 1 平尾 / 3 結野                | 1 平尾 / 3 結野                | 岡野暁                         | 岡野暁                         | 岡野暁                         | 岡野暁                         | 広瀬靖浩 ↑ 原口雅臣            | 広瀬靖浩 ↑ 原口雅臣            | 広瀬靖浩 ↑ 原口雅臣            | 広瀬靖浩 ↑ 原口雅臣            |
| 水曜 | 徹宵番       | 徹宵番       | 徹宵番       | 徹宵番       | 徹宵番       | 原口雅臣 ↑ 吉田一之   | 原口雅臣 ↑ 吉田一之   | 原口雅臣 ↑ 吉田一之   | 原口雅臣 ↑ 吉田一之   | 島ひとみ                | 島ひとみ                | 島ひとみ                       | 島ひとみ                       | 藤田真奈美                     | 藤田真奈美                     | 藤田真奈美                     | 岡野暁                         | 岡野暁                         | 岡野暁                         | 岡野暁                         | 広瀬靖浩 ↑ 原口雅臣            | 広瀬靖浩 ↑ 原口雅臣            | 広瀬靖浩 ↑ 原口雅臣            | 広瀬靖浩 ↑ 原口雅臣            |
| 木曜 | 徹宵番       | 徹宵番       | 徹宵番       | 徹宵番       | 徹宵番       | 原口雅臣 ↑ 吉田一之   | 原口雅臣 ↑ 吉田一之   | 原口雅臣 ↑ 吉田一之   | 原口雅臣 ↑ 吉田一之   | 1 結野亜希 / 3 平尾由希 | 1 結野亜希 / 3 平尾由希 | 1 結野亜希 / 3 平尾由希        | 1 結野亜希 / 3 平尾由希        | 島ひとみ                       | 島ひとみ                       | 島ひとみ                       | 岡野暁                         | 岡野暁                         | 岡野暁                         | 岡野暁                         | 広瀬靖浩 ↑ 原口雅臣            | 広瀬靖浩 ↑ 原口雅臣            | 広瀬靖浩 ↑ 原口雅臣            | 広瀬靖浩 ↑ 原口雅臣            |
| 金曜 | 徹宵番       | 徹宵番       | 徹宵番       | 徹宵番       | 徹宵番       | 原口雅臣 ↑ 吉田一之   | 原口雅臣 ↑ 吉田一之   | 原口雅臣 ↑ 吉田一之   | 原口雅臣 ↑ 吉田一之   | 島ひとみ                | 島ひとみ                | 島ひとみ                       | 島ひとみ                       | 1 結野 / 3 平尾                | 1 結野 / 3 平尾                | 1 結野 / 3 平尾                | 岡野暁                         | 岡野暁                         | 岡野暁                         | 岡野暁                         | 広瀬靖浩 ↑ 原口雅臣            | 広瀬靖浩 ↑ 原口雅臣            | 広瀬靖浩 ↑ 原口雅臣            | 広瀬靖浩 ↑ 原口雅臣            |
| 土曜 | 不定（男性） | 不定（男性） | 不定（男性） | 不定（男性） | 不定（男性） | 島ひとみ              | 島ひとみ              | 島ひとみ              | 島ひとみ              | 島ひとみ                | 島ひとみ                | 1 結野亜希 / 3 藤田真奈美      | 1 結野亜希 / 3 藤田真奈美      | 1 結野亜希 / 3 藤田真奈美      | 1 結野亜希 / 3 藤田真奈美      | 1 結野亜希 / 3 藤田真奈美      | 1 結野亜希 / 3 藤田真奈美      | 1 結野亜希 / 3 藤田真奈美      | 平尾由希                       | 平尾由希                       | 平尾由希                       | 平尾由希                       | 平尾由希                       | 平尾由希                       |
| 日曜 | 不定（男性） | 不定（男性） | 不定（男性） | 不定（男性） | 不定（男性） | 島ひとみ              | 島ひとみ              | 島ひとみ              | 島ひとみ              | 島ひとみ                | 島ひとみ                | 1 藤田真奈美 / 3 結野亜希      | 1 藤田真奈美 / 3 結野亜希      | 1 藤田真奈美 / 3 結野亜希      | 1 藤田真奈美 / 3 結野亜希      | 1 藤田真奈美 / 3 結野亜希      | 1 藤田真奈美 / 3 結野亜希      | 1 藤田真奈美 / 3 結野亜希      | 平尾由希                       | 平尾由希                       | 平尾由希                       | 平尾由希                       | 平尾由希                       | 平尾由希                       |
| 月曜 | 1週目に同じ  | 1週目に同じ  | 1週目に同じ  | 1週目に同じ  | 1週目に同じ  | 1週目に同じ           | 1週目に同じ           | 1週目に同じ           | 1週目に同じ           | 斎藤綾乃                | 斎藤綾乃                | 斎藤綾乃                       | 斎藤綾乃                       | 藤田真奈美                     | 藤田真奈美                     | 藤田真奈美                     | 1週目に同じ                    | 1週目に同じ                    | 1週目に同じ                    | 1週目に同じ                    | 1週目に同じ                    | 1週目に同じ                    | 1週目に同じ                    | 1週目に同じ                    |
| 火曜 | 1週目に同じ  | 1週目に同じ  | 1週目に同じ  | 1週目に同じ  | 1週目に同じ  | 1週目に同じ           | 1週目に同じ           | 1週目に同じ           | 1週目に同じ           | 藤田真奈美              | 藤田真奈美              | 藤田真奈美                     | 藤田真奈美                     | 2 結野 / 4 平尾                | 2 結野 / 4 平尾                | 2 結野 / 4 平尾                | 1週目に同じ                    | 1週目に同じ                    | 1週目に同じ                    | 1週目に同じ                    | 1週目に同じ                    | 1週目に同じ                    | 1週目に同じ                    | 1週目に同じ                    |
| 水曜 | 1週目に同じ  | 1週目に同じ  | 1週目に同じ  | 1週目に同じ  | 1週目に同じ  | 1週目に同じ           | 1週目に同じ           | 1週目に同じ           | 1週目に同じ           | 藤田真奈美              | 藤田真奈美              | 藤田真奈美                     | 藤田真奈美                     | 島ひとみ                       | 島ひとみ                       | 島ひとみ                       | 1週目に同じ                    | 1週目に同じ                    | 1週目に同じ                    | 1週目に同じ                    | 1週目に同じ                    | 1週目に同じ                    | 1週目に同じ                    | 1週目に同じ                    |
| 木曜 | 1週目に同じ  | 1週目に同じ  | 1週目に同じ  | 1週目に同じ  | 1週目に同じ  | 1週目に同じ           | 1週目に同じ           | 1週目に同じ           | 1週目に同じ           | 島ひとみ                | 島ひとみ                | 島ひとみ                       | 島ひとみ                       | 2 平尾 / 4 結野                | 2 平尾 / 4 結野                | 2 平尾 / 4 結野                | 1週目に同じ                    | 1週目に同じ                    | 1週目に同じ                    | 1週目に同じ                    | 1週目に同じ                    | 1週目に同じ                    | 1週目に同じ                    | 1週目に同じ                    |
| 金曜 | 1週目に同じ  | 1週目に同じ  | 1週目に同じ  | 1週目に同じ  | 1週目に同じ  | 1週目に同じ           | 1週目に同じ           | 1週目に同じ           | 1週目に同じ           | 島ひとみ                | 島ひとみ                | 島ひとみ                       | 島ひとみ                       | 斎藤綾乃                       | 斎藤綾乃                       | 斎藤綾乃                       | 1週目に同じ                    | 1週目に同じ                    | 1週目に同じ                    | 1週目に同じ                    | 1週目に同じ                    | 1週目に同じ                    | 1週目に同じ                    | 1週目に同じ                    |
| 土曜 | 不定（男性） | 不定（男性） | 不定（男性） | 不定（男性） | 不定（男性） | 藤田真奈美            | 藤田真奈美            | 藤田真奈美            | 藤田真奈美            | 藤田真奈美              | 藤田真奈美              | 2 島ひとみ / 4 平尾由希        | 2 島ひとみ / 4 平尾由希        | 2 島ひとみ / 4 平尾由希        | 2 島ひとみ / 4 平尾由希        | 2 島ひとみ / 4 平尾由希        | 2 島ひとみ / 4 平尾由希        | 2 島ひとみ / 4 平尾由希        | 結野亜希                       | 結野亜希                       | 結野亜希                       | 結野亜希                       | 結野亜希                       | 結野亜希                       |
| 日曜 | 不定（男性） | 不定（男性） | 不定（男性） | 不定（男性） | 不定（男性） | 藤田真奈美            | 藤田真奈美            | 藤田真奈美            | 藤田真奈美            | 藤田真奈美              | 藤田真奈美              | 2 平尾由希 / 4 島ひとみ        | 2 平尾由希 / 4 島ひとみ        | 2 平尾由希 / 4 島ひとみ        | 2 平尾由希 / 4 島ひとみ        | 2 平尾由希 / 4 島ひとみ        | 2 平尾由希 / 4 島ひとみ        | 2 平尾由希 / 4 島ひとみ        | 結野亜希                       | 結野亜希                       | 結野亜希                       | 結野亜希                       | 結野亜希                       | 結野亜希                       |
| 祝日 | 不定（男性） | 不定（男性） | 不定（男性） | 不定（男性） | 不定（男性） | 島ひとみ / 藤田真奈美 | 島ひとみ / 藤田真奈美 | 島ひとみ / 藤田真奈美 | 島ひとみ / 藤田真奈美 | 島ひとみ / 藤田真奈美   | 島ひとみ / 藤田真奈美   | 平尾 / 斎藤 / 島 / 藤田 / 結野 | 平尾 / 斎藤 / 島 / 藤田 / 結野 | 平尾 / 斎藤 / 島 / 藤田 / 結野 | 平尾 / 斎藤 / 島 / 藤田 / 結野 | 平尾 / 斎藤 / 島 / 藤田 / 結野 | 平尾 / 斎藤 / 島 / 藤田 / 結野 | 平尾 / 斎藤 / 島 / 藤田 / 結野 | 平尾由希 / 斎藤綾乃 / 結野亜希 | 平尾由希 / 斎藤綾乃 / 結野亜希 | 平尾由希 / 斎藤綾乃 / 結野亜希 | 平尾由希 / 斎藤綾乃 / 結野亜希 | 平尾由希 / 斎藤綾乃 / 結野亜希 | 平尾由希 / 斎藤綾乃 / 結野亜希 |

- 変則2週サイクル。
- 平日15時から17時の担当者は、同日の『BS列島ニュース』を掛け持ちする。
- 平尾・斎藤・結野は、当番組の出演日以外で総合テレビ『お元気ですか日本列島』内の「各地のニュース・話題（関東甲信越）」のキャスターなどを担当する。

|      | 2時          | 3時          | 4時          | 5時          | 6時          | 7時                   | 8時                   | 9時                   | 10時                  | 11時                  | 12時                  | 13時                           | 14時                           | 15時                           | 16時                           | 17時                           | 18時                           | 19時                           | 20時                           | 21時                           | 22時                           | 23時                           | 24時                           | 25時                           |          |
| ---- | ------------ | ------------ | ------------ | ------------ | ------------ | --------------------- | --------------------- | --------------------- | --------------------- | --------------------- | --------------------- | ------------------------------ | ------------------------------ | ------------------------------ | ------------------------------ | ------------------------------ | ------------------------------ | ------------------------------ | ------------------------------ | ------------------------------ | ------------------------------ | ------------------------------ | ------------------------------ | ------------------------------ | -------- |
| 月曜 | 徹宵番       | 徹宵番       | 徹宵番       | 徹宵番       | 徹宵番       | 吉田一之              | 吉田一之              | 吉田一之              | 吉田一之              | 島ひとみ              | 島ひとみ              | 島ひとみ                       | 島ひとみ                       | 平尾由希                       | 平尾由希                       | 平尾由希                       | 岡野暁                         | 岡野暁                         | 岡野暁                         | 岡野暁                         | 原口雅臣                       | 原口雅臣                       | 原口雅臣                       | 原口雅臣                       |          |
| 火曜 | 徹宵番       | 徹宵番       | 徹宵番       | 徹宵番       | 徹宵番       | 吉田一之              | 吉田一之              | 吉田一之              | 吉田一之              | 島ひとみ              | 島ひとみ              | 島ひとみ                       | 島ひとみ                       | 平尾由希                       | 平尾由希                       | 平尾由希                       | 岡野暁                         | 岡野暁                         | 岡野暁                         | 岡野暁                         | 原口雅臣                       | 原口雅臣                       | 原口雅臣                       | 原口雅臣                       |          |
| 水曜 | 徹宵番       | 徹宵番       | 徹宵番       | 徹宵番       | 徹宵番       | 吉田一之              | 吉田一之              | 吉田一之              | 吉田一之              | 藤田真奈美            | 藤田真奈美            | 藤田真奈美                     | 藤田真奈美                     | 斎藤綾乃                       | 斎藤綾乃                       | 斎藤綾乃                       | 岡野暁                         | 岡野暁                         | 岡野暁                         | 岡野暁                         | 原口雅臣                       | 原口雅臣                       | 原口雅臣                       | 原口雅臣                       |          |
| 木曜 | 徹宵番       | 徹宵番       | 徹宵番       | 徹宵番       | 徹宵番       | 吉田一之              | 吉田一之              | 吉田一之              | 吉田一之              | 藤田真奈美            | 藤田真奈美            | 藤田真奈美                     | 藤田真奈美                     | 斎藤綾乃                       | 斎藤綾乃                       | 斎藤綾乃                       | 岡野暁                         | 岡野暁                         | 岡野暁                         | 岡野暁                         | 原口雅臣                       | 原口雅臣                       | 原口雅臣                       | 原口雅臣                       |          |
| 金曜 | 徹宵番       | 徹宵番       | 徹宵番       | 徹宵番       | 徹宵番       | 吉田一之              | 吉田一之              | 吉田一之              | 吉田一之              | 藤田真奈美            | 藤田真奈美            | 藤田真奈美                     | 藤田真奈美                     | 斎藤綾乃                       | 斎藤綾乃                       | 斎藤綾乃                       | 岡野暁                         | 岡野暁                         | 岡野暁                         | 岡野暁                         | 原口雅臣                       | 原口雅臣                       | 原口雅臣                       | 原口雅臣                       |          |
| 土曜 | 不定（男性） | 不定（男性） | 不定（男性） | 不定（男性） | 不定（男性） | 島ひとみ              | 島ひとみ              | 島ひとみ              | 島ひとみ              | 島ひとみ              | 島ひとみ              | 藤田真奈美                     | 藤田真奈美                     | 藤田真奈美                     | 藤田真奈美                     | 藤田真奈美                     | 藤田真奈美                     | 藤田真奈美                     | 栗本法子                       | 栗本法子                       | 栗本法子                       | 栗本法子                       | 栗本法子                       | 栗本法子                       |          |
| 日曜 | 不定（男性） | 不定（男性） | 不定（男性） | 不定（男性） | 不定（男性） | 島ひとみ              | 島ひとみ              | 島ひとみ              | 島ひとみ              | 島ひとみ              | 島ひとみ              | 藤田真奈美                     | 藤田真奈美                     | 藤田真奈美                     | 藤田真奈美                     | 藤田真奈美                     | 藤田真奈美                     | 藤田真奈美                     | 平尾由希                       | 平尾由希                       | 平尾由希                       | 平尾由希                       | 平尾由希                       | 平尾由希                       |          |
| 月曜 | 1週目に同じ  | 1週目に同じ  | 1週目に同じ  | 1週目に同じ  | 1週目に同じ  | 1週目に同じ           | 1週目に同じ           | 1週目に同じ           | 1週目に同じ           | 島ひとみ              | 島ひとみ              | 島ひとみ                       | 島ひとみ                       | 栗本法子                       | 栗本法子                       | 栗本法子                       | 1週目に同じ                    | 1週目に同じ                    | 1週目に同じ                    | 1週目に同じ                    | 1週目に同じ                    | 1週目に同じ                    | 1週目に同じ                    | 1週目に同じ                    |          |
| 火曜 | 1週目に同じ  | 1週目に同じ  | 1週目に同じ  | 1週目に同じ  | 1週目に同じ  | 1週目に同じ           | 1週目に同じ           | 1週目に同じ           | 1週目に同じ           | 島ひとみ              | 島ひとみ              | 島ひとみ                       | 島ひとみ                       | 栗本法子                       | 栗本法子                       | 栗本法子                       | 1週目に同じ                    | 1週目に同じ                    | 1週目に同じ                    | 1週目に同じ                    | 1週目に同じ                    | 1週目に同じ                    | 1週目に同じ                    | 1週目に同じ                    |          |
| 水曜 | 1週目に同じ  | 1週目に同じ  | 1週目に同じ  | 1週目に同じ  | 1週目に同じ  | 1週目に同じ           | 1週目に同じ           | 1週目に同じ           | 1週目に同じ           | 島ひとみ              | 島ひとみ              | 島ひとみ                       | 島ひとみ                       | 栗本法子                       | 栗本法子                       | 栗本法子                       | 1週目に同じ                    | 1週目に同じ                    | 1週目に同じ                    | 1週目に同じ                    | 1週目に同じ                    | 1週目に同じ                    | 1週目に同じ                    | 1週目に同じ                    |          |
| 木曜 | 1週目に同じ  | 1週目に同じ  | 1週目に同じ  | 1週目に同じ  | 1週目に同じ  | 1週目に同じ           | 1週目に同じ           | 1週目に同じ           | 1週目に同じ           | 藤田真奈美            | 藤田真奈美            | 藤田真奈美                     | 藤田真奈美                     | 平尾由希                       | 平尾由希                       | 平尾由希                       | 1週目に同じ                    | 1週目に同じ                    | 1週目に同じ                    | 1週目に同じ                    | 1週目に同じ                    | 1週目に同じ                    | 1週目に同じ                    | 1週目に同じ                    |          |
| 金曜 | 1週目に同じ  | 1週目に同じ  | 1週目に同じ  | 1週目に同じ  | 1週目に同じ  | 1週目に同じ           | 1週目に同じ           | 1週目に同じ           | 1週目に同じ           | 藤田真奈美            | 藤田真奈美            | 藤田真奈美                     | 藤田真奈美                     | 2 栗本 / 4 平尾                | 2 栗本 / 4 平尾                | 2 栗本 / 4 平尾                | 1週目に同じ                    | 1週目に同じ                    | 1週目に同じ                    | 1週目に同じ                    | 1週目に同じ                    | 1週目に同じ                    | 1週目に同じ                    | 1週目に同じ                    |          |
| 土曜 | 不定（男性） | 不定（男性） | 不定（男性） | 不定（男性） | 不定（男性） | 藤田真奈美            | 藤田真奈美            | 藤田真奈美            | 藤田真奈美            | 藤田真奈美            | 藤田真奈美            | 島ひとみ                       | 島ひとみ                       | 島ひとみ                       | 島ひとみ                       | 島ひとみ                       | 島ひとみ                       | 島ひとみ                       | 平尾由希                       | 平尾由希                       | 平尾由希                       | 平尾由希                       | 平尾由希                       | 平尾由希                       |          |
| 日曜 | 不定（男性） | 不定（男性） | 不定（男性） | 不定（男性） | 不定（男性） | 藤田真奈美            | 藤田真奈美            | 藤田真奈美            | 藤田真奈美            | 藤田真奈美            | 藤田真奈美            | 島ひとみ                       | 島ひとみ                       | 島ひとみ                       | 島ひとみ                       | 島ひとみ                       | 島ひとみ                       | 島ひとみ                       | 栗本法子                       | 栗本法子                       | 栗本法子                       | 栗本法子                       | 栗本法子                       | 栗本法子                       | 栗本法子 |
| 祝日 | 不定（男性） | 不定（男性） | 不定（男性） | 不定（男性） | 不定（男性） | 島ひとみ / 藤田真奈美 | 島ひとみ / 藤田真奈美 | 島ひとみ / 藤田真奈美 | 島ひとみ / 藤田真奈美 | 島ひとみ / 藤田真奈美 | 島ひとみ / 藤田真奈美 | 栗本 / 平尾 / 斎藤 / 島 / 藤田 | 栗本 / 平尾 / 斎藤 / 島 / 藤田 | 栗本 / 平尾 / 斎藤 / 島 / 藤田 | 栗本 / 平尾 / 斎藤 / 島 / 藤田 | 栗本 / 平尾 / 斎藤 / 島 / 藤田 | 栗本 / 平尾 / 斎藤 / 島 / 藤田 | 栗本 / 平尾 / 斎藤 / 島 / 藤田 | 栗本法子 / 平尾由希 / 斎藤綾乃 | 栗本法子 / 平尾由希 / 斎藤綾乃 | 栗本法子 / 平尾由希 / 斎藤綾乃 | 栗本法子 / 平尾由希 / 斎藤綾乃 | 栗本法子 / 平尾由希 / 斎藤綾乃 | 栗本法子 / 平尾由希 / 斎藤綾乃 |          |

- 2週サイクル。
- 平日15時から17時の担当者は、同日の『BS列島ニュース』、及び当番組の出演日以外での総合テレビ『お元気ですか日本列島』内の「ぐるっとニュース（関東甲信越）」のキャスターを兼務する。
- 2週目金曜日の15時から17時は、栗本が2週目、平尾が4週目を担当。

| 第1週 | 月 - 火    | 水 - 金  | 土日祝        |
| 第2週 | 月 - 水    | 木 - 金  | 土日祝        |
| ----- | ---------- | -------- | ------------- |
| 2時   | 徹宵番     | 徹宵番   | 不定 （男性） |
| 3時   | 徹宵番     | 徹宵番   | 不定 （男性） |
| 4時   | 徹宵番     | 徹宵番   | 不定 （男性） |
| 5時   | 徹宵番     | 徹宵番   | 不定 （男性） |
| 6時   | 徹宵番     | 徹宵番   | 不定 （男性） |
| 7時   | 本澤一郎   | 本澤一郎 | 小川まどか    |
| 8時   | 本澤一郎   | 本澤一郎 | 小川まどか    |
| 9時   | 小川まどか | 伊藤奈美 | 小川まどか    |
| 10時  | 本澤一郎   | 本澤一郎 | 小川まどか    |
| 11時  | 小川まどか | 伊藤奈美 | 小川まどか    |
| 12時  | 本澤一郎   | 本澤一郎 | 小川まどか    |
| 13時  | 村竹勝司   | 村竹勝司 | 伊藤奈美      |
| 14時  | 村竹勝司   | 村竹勝司 | 伊藤奈美      |
| 15時  | 村竹勝司   | 村竹勝司 | 伊藤奈美      |
| 16時  | 斎藤綾乃   | 平尾由希 | 伊藤奈美      |
| 17時  | 村竹勝司   | 村竹勝司 | 伊藤奈美      |
| 18時  | 平尾由希   | 栗本法子 | 伊藤奈美      |
| 19時  | 村竹勝司   | 村竹勝司 | 伊藤奈美      |
| 20時  | 平尾由希   | 栗本法子 | 栗本法子      |
| 21時  | 昼間敬仁   | 昼間敬仁 | 栗本法子      |
| 22時  | 平尾由希   | 栗本法子 | 栗本法子      |
| 23時  | 昼間敬仁   | 昼間敬仁 | 栗本法子      |
| 24時  | 昼間敬仁   | 昼間敬仁 | 栗本法子      |
| 25時  | 昼間敬仁   | 昼間敬仁 | 栗本法子      |

- 2週サイクル。
- 平日9時・11時の担当者は、同日の『列島ニュース』を兼任。
- 平日16時担当者は、同日の『お元気ですか日本列島』内「ぐるっとニュース（関東甲信越）」を兼任。

| 時   | 平日     | 第1土日 | 第2土日 | 第3土日 | 第4土日                 | 祝日     |
| ---- | -------- | ------- | ------- | ------- | ----------------------- | -------- |
| 2時  | 徹宵番   | 徹宵番  | 徹宵番  | 徹宵番  | 徹宵番                  | 徹宵番   |
| 3時  | （女性） | 徹宵番  | 徹宵番  | 徹宵番  | 徹宵番                  | 徹宵番   |
| 4時  | 徹宵番   | 徹宵番  | 徹宵番  | 徹宵番  | 徹宵番                  | 徹宵番   |
| 5時  | （女性） | 徹宵番  | 徹宵番  | 徹宵番  | 徹宵番                  | 徹宵番   |
| 6時  | 徹宵番   | 徹宵番  | 徹宵番  | 徹宵番  | 徹宵番                  | 徹宵番   |
| 7時  | （女性） | 女性C   | 女性C   | 女性B   | 土曜：女性B 日曜：女性C | 本澤一郎 |
| 8時  | 本澤一郎 | 女性C   | 女性C   | 女性B   | 土曜：女性B 日曜：女性C | 本澤一郎 |
| 9時  | （女性） | 女性C   | 女性C   | 女性B   | 土曜：女性B 日曜：女性C | 本澤一郎 |
| 10時 | 本澤一郎 | 女性C   | 女性C   | 女性B   | 土曜：女性B 日曜：女性C | 本澤一郎 |
| 11時 | （女性） | 女性C   | 女性C   | 女性B   | 土曜：女性B 日曜：女性C | 本澤一郎 |
| 12時 | 本澤一郎 | 女性C   | 女性C   | 女性B   | 土曜：女性B 日曜：女性C | 本澤一郎 |
| 13時 | 村竹勝司 | 女性E   | 女性A   | 女性D   | 女性A                   | 村竹勝司 |
| 14時 | （女性） | 女性E   | 女性A   | 女性D   | 女性A                   | 村竹勝司 |
| 15時 | 村竹勝司 | 女性E   | 女性A   | 女性D   | 女性A                   | 村竹勝司 |
| 16時 | （女性） | 女性E   | 女性A   | 女性D   | 女性A                   | 村竹勝司 |
| 17時 | 村竹勝司 | 女性E   | 女性A   | 女性D   | 女性A                   | 村竹勝司 |
| 18時 | （女性） | 女性E   | 女性A   | 女性D   | 女性A                   | 村竹勝司 |
| 19時 | 村竹勝司 | 女性E   | 女性A   | 女性D   | 女性A                   | 村竹勝司 |
| 20時 | 昼間敬仁 | 女性F   | 女性E   | 女性F   | 土曜：女性D 日曜：女性E | 昼間敬仁 |
| 21時 | （女性） | 女性F   | 女性E   | 女性F   | 土曜：女性D 日曜：女性E | 昼間敬仁 |
| 22時 | 昼間敬仁 | 女性F   | 女性E   | 女性F   | 土曜：女性D 日曜：女性E | 昼間敬仁 |
| 23時 | （女性） | 女性F   | 女性E   | 女性F   | 土曜：女性D 日曜：女性E | 昼間敬仁 |
| 24時 | 昼間敬仁 | 女性F   | 女性E   | 女性F   | 土曜：女性D 日曜：女性E | 昼間敬仁 |
| 25時 | （女性） | 女性F   | 女性E   | 女性F   | 土曜：女性D 日曜：女性E | 昼間敬仁 |

|       | 1サイクル  | 2サイクル  | 3サイクル  |
| ----- | ---------- | ---------- | ---------- |
| 女性A | 伊藤奈美   | 小川まどか | 伊藤和美   |
| 女性B | 伊藤和美   | 伊藤奈美   | 小川まどか |
| 女性C | 小川まどか | 伊藤和美   | 伊藤奈美   |
| 女性D | 平尾由希   | 栗本法子   | 池崎美盤   |
| 女性E | 栗本法子   | 池崎美盤   | 平尾由希   |
| 女性F | 池崎美盤   | 平尾由希   | 栗本法子   |

女性B表
| 時   | 第1週      | 第1週      | 第1週      | 第1週 | 第1週 | 第2週      | 第2週      | 第2週 | 第2週 | 第2週 | 第3週      | 第3週      | 第3週      | 第3週 | 第3週 | 第4週 | 第4週 | 第4週 | 第4週      | 第4週      |
| 時   | 月曜       | 火曜       | 水曜       | 木曜  | 金曜  | 月曜       | 火曜       | 水曜  | 木曜  | 金曜  | 月曜       | 火曜       | 水曜       | 木曜  | 金曜  | 月曜  | 火曜  | 水曜  | 木曜       | 金曜       |
| ---- | ---------- | ---------- | ---------- | ----- | ----- | ---------- | ---------- | ----- | ----- | ----- | ---------- | ---------- | ---------- | ----- | ----- | ----- | ----- | ----- | ---------- | ---------- |
| 3時  | 浜野由起子 | 浜野由起子 | 浜野由起子 | B     | B     | A          | A          | A     | F     | F     | D          | D          | E          | E     | E     | C     | C     | C     | F          | F          |
| 5時  | 浜野由起子 | 浜野由起子 | 浜野由起子 | B     | B     | A          | A          | A     | F     | F     | D          | D          | E          | E     | E     | C     | C     | C     | F          | F          |
| 7時  | 浜野由起子 | 浜野由起子 | 浜野由起子 | B     | B     | A          | A          | A     | F     | F     | D          | D          | E          | E     | E     | C     | C     | C     | F          | F          |
| 9時  | A          | A          | A          | C     | C     | 浜野由起子 | 浜野由起子 | B     | B     | C     | C          | A          | A          | A     | A     | A     | A     | B     | B          | B          |
| 11時 | A          | A          | A          | C     | C     | 浜野由起子 | 浜野由起子 | B     | B     | C     | C          | A          | A          | A     | A     | A     | A     | B     | B          | B          |
| 14時 | B          | B          | E          | E     | E     | F          | F          | C     | C     | B     | F          | B          | B          | C     | C     | E     | E     | E     | 浜野由起子 | 浜野由起子 |
| 16時 | B          | B          | E          | E     | E     | F          | F          | C     | C     | B     | F          | B          | B          | C     | C     | E     | E     | E     | 浜野由起子 | 浜野由起子 |
| 18時 | B          | B          | E          | E     | E     | F          | F          | C     | C     | B     | F          | B          | B          | C     | C     | E     | E     | E     | 浜野由起子 | 浜野由起子 |
| 21時 | D          | D          | D          | F     | F     | D          | D          | D     | E     | E     | 浜野由起子 | 浜野由起子 | 浜野由起子 | F     | F     | F     | D     | D     | D          | D          |
| 23時 | D          | D          | D          | F     | F     | D          | D          | D     | E     | E     | 浜野由起子 | 浜野由起子 | 浜野由起子 | F     | F     | F     | D     | D     | D          | D          |
| 25時 | D          | D          | D          | F     | F     | D          | D          | D     | E     | E     | 浜野由起子 | 浜野由起子 | 浜野由起子 | F     | F     | F     | D     | D     | D          | D          |

- 4週間で1サイクル。
- 平日9時・11時の担当者は、同日の『列島ニュース』を兼任。

- 平日
  - 2004/11 - 2005/03 … 未明の徹宵番を除いて男女2名体制
  - 2005/04 - 2005/09 … 段階的に2名体制が縮小
- 土日・祝日
  - 2時から6時が男性のみ、それ以外は女性のみ（女性キャスターは3交代制となる）。
  - 日曜日は国政選挙（衆議院議員総選挙・参議院議員通常選挙）および統一地方選挙が行われる時は地上波で開票速報が行われる夜間の時間帯のみ平日担当の男性キャスターに変更される。
  - 番組開始当初、祝日は終日男性のみだったが、2006年4月以降は女性が7時から翌1時も担当するようになり、土日と同じ体制になった。
- 年末年始
  - 当初は、12月25日から30日までと1月2日から3日は土日シフト、12月31日から1月1日は祝日シフトであった。女性キャスターが祝日も担当した2006年度からは、徹宵番を除き基本的に女性が担当するようになるが、上記のローテーション表とは異なり、男性も含めて不定期出演となる。

## 月刊!ジョセイメセン
- 2017年4月から7月まで、毎月1回編成された情報番組である。当該番組のスピンオフの扱いで、女性キャスター2 - 3人とゲスト1人が出演し、『BSニュース』で取り扱う国内外のニュースとは別に一人の女性の視点からチョイスしたユルいニュースと1か月間のニュース事項で特に注目すべき話題を取り上げ、キャスター自らのロケに出向き、関係者・有識者へのインタビュー取材を行うことで問題点を探る構成である[28]。また、演出もBSニュースと比較し、セットも女性的な小物が置かれ、立ちイスで一箇所に固まり、出演者の手元にはノートPCを設置する。
- 放送時間は全ての回で、22:00から22:49までの49分間。
- テーマソングは『アラジン』 （水曜日のカンパネラ）。

| 放送日        | メインテーマ                                                                      | 出演者     | キャスターセレクト                                       | アシスタント |
| ------------- | --------------------------------------------------------------------------------- | ---------- | -------------------------------------------------------- | ------------ |
| 2017年4月29日 | 東日本大震災の自主避難をしている女性達の現状（杉本） 世界で輝く日本人女性（高嶋） | 上代真希   | 消えるポテチ                                             | 高木康博     |
| 2017年4月29日 | 東日本大震災の自主避難をしている女性達の現状（杉本） 世界で輝く日本人女性（高嶋） | 杉本麻紀   | 女性寿命90歳超へ                                         | 高木康博     |
| 2017年4月29日 | 東日本大震災の自主避難をしている女性達の現状（杉本） 世界で輝く日本人女性（高嶋） | 高嶋未希   | ハチミツ注意                                             | 高木康博     |
| 2017年5月28日 | 待機児童問題（實石）                                                              | 高嶋未希   | 楽しみながら学ぶ（デジタル教材とうんこ漢字ドリル）       | 高木康博     |
| 2017年5月28日 | 待機児童問題（實石）                                                              | 實石あづさ | 解決されない待機児童                                     | 高木康博     |
| 2017年5月28日 | 待機児童問題（實石）                                                              | 竹村優香   | 高野連初の女性理事                                       | 高木康博     |
| 2017年5月28日 | 待機児童問題（實石）                                                              | 亀谷渉子   | シッティングバレーボール、青森の特A米                    | 高木康博     |
| 2017年6月25日 | 歯止めの掛からない少子化（外村）                                                  | 上代真希   | 「母親を尊敬」                                           | 塩澤大輔     |
| 2017年6月25日 | 歯止めの掛からない少子化（外村）                                                  | 長谷川静香 | 小林麻央死去（乳がん検診）                               | 塩澤大輔     |
| 2017年6月25日 | 歯止めの掛からない少子化（外村）                                                  | 外村倫子   | 出生率1.44 少子化進む                                    | 塩澤大輔     |
| 2017年6月25日 | 歯止めの掛からない少子化（外村）                                                  | 江河小百合 | 世界一の口笛（分山貴美子）                               | 塩澤大輔     |
| 2017年7月30日 | どこが6点!? 有働由美子の経歴                                                      | 上代真希   | 有効求人倍率（介護現場の離職と人手不足の取材VTR）        | 塩澤大輔     |
| 2017年7月30日 | どこが6点!? 有働由美子の経歴                                                      | 高嶋未希   | 「リカちゃん」誕生50周年 平成29年7月九州北部豪雨のその後 | 塩澤大輔     |
| 2017年7月30日 | どこが6点!? 有働由美子の経歴                                                      | 有働由美子 | ドナルド・トランプ アメリカ合衆国大統領就任から半年      | 塩澤大輔     |

1. ↑  各放送日の最上段は進行役
2. ↑  NGO法人 グローバル・ギビング
3. ↑  直前の21:50のBSニュースの最後に竹村が出演し、番組の告知を行う
4. ↑  取材ロケは竹村が担当
5. ↑  『ごごナマ』（6月19日放送分）にて、上代と高嶋が生出演し、番組宣伝を行う
6. ↑  野田聖子へのインタビュー含む
7. ↑  「尊敬する人」母親が初めて父親上回る※博報堂・子供生活調査
8. ↑  人生満足度※10点満点中
9. ↑  リポートは江河が担当
10. ↑  メインはメラニア・トランプのイスラエル・テルアビブ外訪時の「手つなぎ」拒否